# Liste der Biografien/Tri
Liste der Biografien |
Portal Biografien |
Personensuche
# |
A |
B |
C |
D |
E |
F |
G |
H |
I |
J |
K |
L |
M |
N |
O |
P |
Q |
R |
S |
T |
U |
V |
W |
X |
Y |
Z |
?
 
Ta |
Tc |
Te |
Tf |
Tg |
Th |
Ti |
Tj |
Tk |
Tl |
Tm |
To |
Tq |
Tr |
Ts |
Tu |
Tv |
Tw |
Tx |
Ty |
Tz
 
Tra |
Trb |
Trc |
Trd |
Tre |
Trg |
Trh |
Tri |
Trj |
Trk |
Trm |
Trn |
Tro |
Trp |
Trs |
Trt |
Tru |
Try |
Trz
Die Liste der Biografien führt alle Personen auf, die in der deutschsprachigen Wikipedia einen Artikel haben. Dieses ist eine Teilliste mit 759 Einträgen von Personen, deren Namen mit den Buchstaben „Tri“ beginnt.

## Tri
- Tri Buu Thien, Stephanus (* 1950), vietnamesischer Geistlicher, römisch-katholischer Bischof von Cần Thơ
- Trí Minh, vietnamesischer Jazzmusiker und Komponist

### Tria
- Tria Tirona, Rolando Joven (* 1946), philippinischer Ordensgeistlicher, emeritierter römisch-katholischer Erzbischof von Caceres
- Tria, Bernat († 1754), katalanischer Kapellmeister und Komponist des Barock
- Tria, Giovanni (* 1948), italienischer Ökonom und Hochschullehrer
- Triadan, Hugo (1930–1987), Schweizer Zahnarzt und Hochschullehrer
- Triadis, Panagiotis (* 1992), deutsch-griechischer Fußballspieler
- Triadou, Jocelyne (* 1954), französische Judoka
- Triadú, Joan (1921–2010), katalanischer Schriftsteller und Pädagoge
- Trial, Jean-Claude (1732–1771), französischer Komponist, Violinist und Operndirektor
- Triana, Andreya (* 1981), britische Sängerin
- Triana, Fernando el de (1867–1940), spanischer Schriftsteller, Buchhändler, Flamenco-Sänger und Flamenco-Gitarrist
- Triana, José (* 1948), kubanischer Sprinter
- Triana, Marifé de (1936–2013), spanische Sängerin
- Triana, Pablo (* 1971), spanischer Ökonom
- Triana, Rodrigo de (* 1469), spanischer SeemannRodrigo de Triana (* 1469)

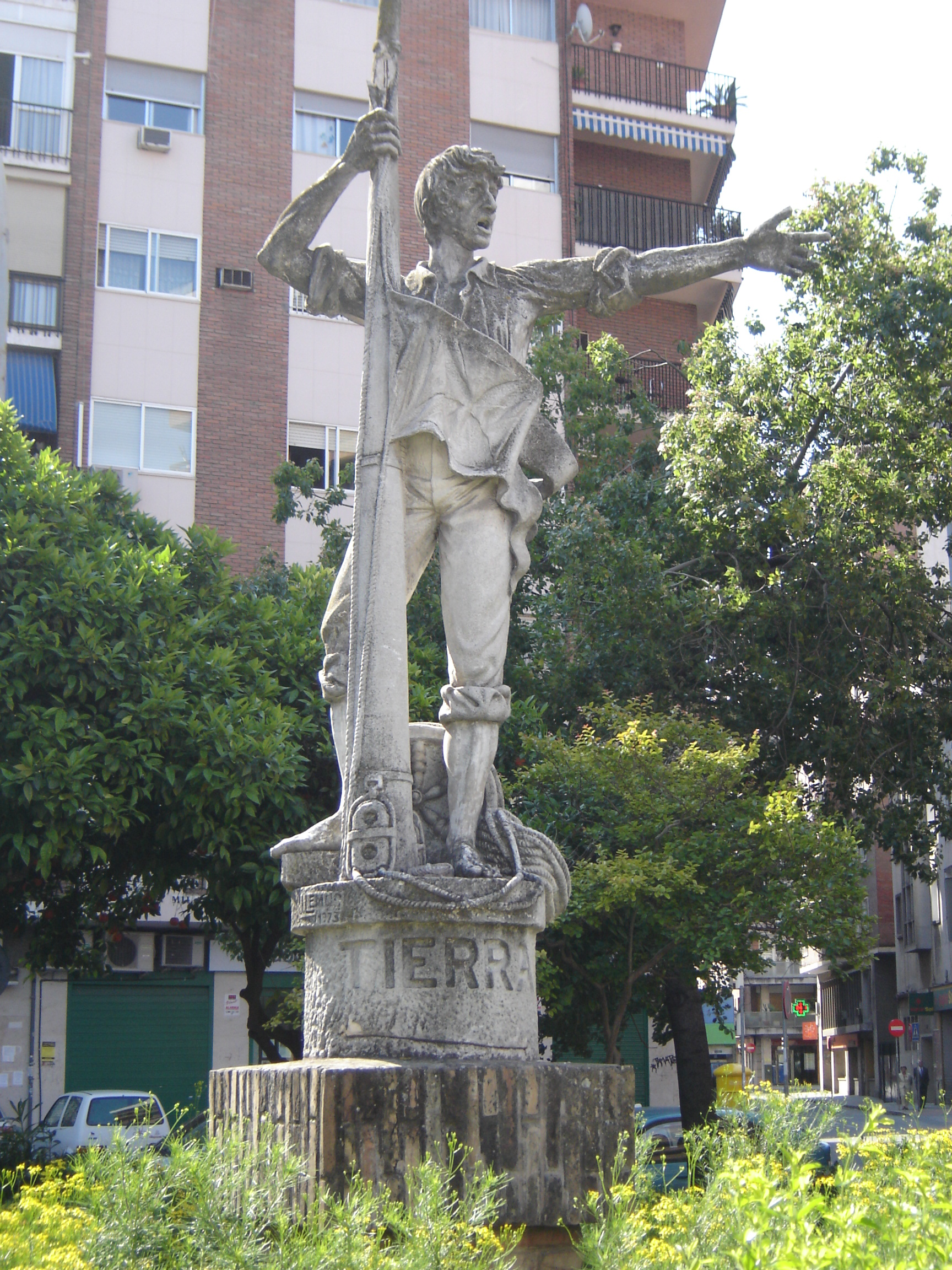
Rodrigo de Triana (* 1469)

- Triandafillow, Wladimir Kiriakowitsch (1894–1931), sowjetischer Militärtheoretiker
- Triandafyllidis, Vassilis (1940–2018), griechischer Komiker, Moderator, Kabarettist, Schauspieler, Sänger
- Triandis, Harry C. (1926–2019), US-amerikanischer Psychologe und Professor
- Triangi di Maderno e Laces, Arturo (1864–1935), italienischer Vizeadmiral, Marineminister und Senator
- Triangi, Beatrice (1868–1940), Wiener Stadtoriginal der Zwischenkriegszeit
- Trianni, Mattia (* 1993), deutsch-italienischer Fußballspieler
- Triano, Jay (* 1958), kanadischer Basketballtrainer und ehemaliger Basketballspieler
- Triantafillou, Soti (* 1957), griechische Autorin, Dozentin, Übersetzerin, Lektorin und Journalistin
- Triantafilos, Yves (* 1948), französischer Fußballspieler
- Triantafyllakos, Nikolaos (1855–1939), griechischer Politiker und Ministerpräsident
- Triantafyllakos, Tryfon (* 1891), griechischer Fechter
- Triantafyllidis, Theodoros (* 1954), deutscher Bauingenieur der Geotechnik
- Triantafyllidou, Marisha (* 1975), griechische Schauspielerin
- Triantafyllopoulos, Konstantinos (* 1993), griechischer Fußballspieler
- Triantafyllos († 1680), Märtyrer und Heiliger der griechisch-orthodoxen Kirche
- Triantafyllou, Anastasios (* 1987), griechischer Gewichtheber
- Triantafyllou, Serafim (1912–1944), griechischer Widerstandskämpfer
- Triantaphyllides, Kyriacos (* 1944), zyprischer Politiker, MdEP
- Triantaphyllidis, Manolis (1883–1959), griechischer Sprachwissenschaftler und Pädagoge
- Triarius Maternus, römischer Konsul 185
- Triarius Rufinus, Aulus, römischer Konsul (210)
- Trías, Fernanda (* 1976), uruguayische Schriftstellerin
- Trias, Xavier (* 1946), spanischer Politiker, Bürgermeister von Barcelona
- Triay, Gemma (* 1992), spanische Padelspielerin

### Trib
- Tribaumer, Gertrude (* 1931), österreichische Politikerin (SPÖ), Landtagsabgeordnete
- Tribbechov, Adam (1641–1687), deutscher evangelischer Theologe und Historiker
- Tribbechov, Justus (1608–1674), deutscher Pädagoge und neulateinischer Dichter
- Tribbechow, Johannes (1677–1712), deutscher evangelisch-lutherischer Theologe und Kirchenlieddichter
- Tribbett, Tye (* 1976), US-amerikanischer Gospelmusiker
- Tribbitt, Sherman W. (1922–2010), US-amerikanischer Politiker
- Tribble, Frank (1949–2013), US-amerikanischer Jazzmusiker
- Tribble, Samuel Joelah (1869–1916), US-amerikanischer Politiker
- Tribby, John E. (1903–1983), US-amerikanischer Film- und Tontechniker
- Tribelhorn, Johann Albert (1868–1925), Schweizer Mechaniker, Erfinder und Pionier der Elektromobilindustrie
- Tribhuvan (1906–1955), nepalesischer Adeliger, König von Nepal
- Tribhuwana Wijayattungga Dewi, javanesische Titularkönigin und die dritte Monarchin von Majapahit
- Tribigild, greutungischer Anführer
- Trible, Dwight (* 1950), US-amerikanischer Jazzmusiker (Gesang, Komposition)
- Trible, Paul S. (* 1946), US-amerikanischer Politiker
- Tribolet, Albrecht (1794–1871), Schweizer Mediziner
- Tribolet, Hans Paul (1884–1969), Schweizer Mundartschriftsteller und Berner Mundart-Radiopionier
- Tribolet, Nicolas de (* 1942), Schweizer Arzt
- Tribolet, Samuel (1616–1673), bernischer MagistratSamuel Tribolet (1616–1673)

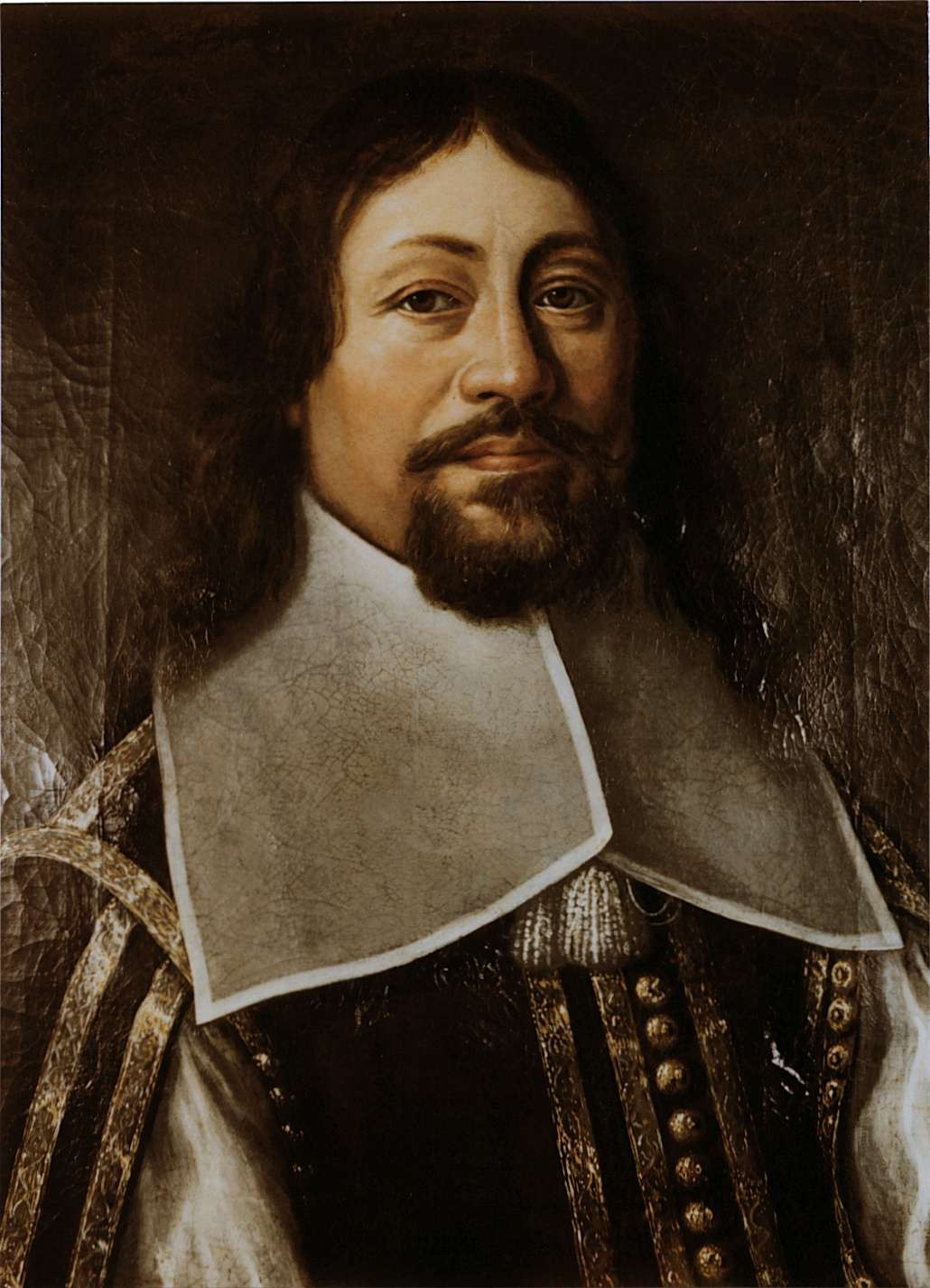
Samuel Tribolet (1616–1673)

- Tribolo, Niccolò († 1550), florentiner Bildhauer, Architekt und Gartengestalter
- Tribondeau, Luca (* 1996), österreichischer Freestyle-Skisportler
- Tribonianus († 542), byzantinischer Staatsbeamter und Jurist
- Tribot-Laspière, Jean (1882–1963), französischer Elektrotechniker
- Tribouillet, Achille (1902–1968), französischer Wasserballspieler
- Triboulet, Raymond (1906–2006), französischer Politiker, Mitglied der Nationalversammlung
- Tribout de Morembert, Henri (1912–1996), französischer Historiker und Archivar
- Tribout, Jean-Paul (* 1941), französischer Schauspieler und Regisseur
- Tribowski, Marcel (* 1962), deutscher Schachkomponist
- Tribulietx, Ramon (* 1972), spanischer Fußballtrainer
- Tribuncovs, Atvars (* 1976), lettischer Eishockeyspieler
- Tribuno, Pietro († 911), Doge von Venedig (887/888–911)
- Tribuntsov, Ralf (* 1994), estnischer Schwimmer
- Tribunzew, Timofei Wladimirowitsch (* 1973), russischer Theater- und Filmschauspieler
- Tribus, Andrea Christine (* 1990), italienische Snowboarderin
- Tribus, Arnold (* 1952), Südtiroler Journalist und Politiker
- Tribus, Helmut (1927–2020), österreichischer Schriftsteller, Übersetzer und Pädagoge
- Tribus, Karl (* 1914), italienisch-deutsches SS-Mitglied und Kriegsverbrecher
- Tribus, Max (1900–1983), österreichischer Regisseur und Dramatiker
- Tributsch, Helmut (* 1943), deutscher Naturwissenschaftler
- Tribuz, Wladimir Filippowitsch (1900–1977), sowjetischer Admiral

### Tric
- Trică, Eugen (* 1976), rumänischer Fußballspieler und -trainer
- Tricarico (* 1971), italienischer Popsänger
- Tricarico, Alberto (1927–2024), italienischer römisch-katholischer Geistlicher, Kurienerzbischof, Diplomat des Heiligen Stuhls
- Tricarico, Giuseppe (1623–1697), italienischer Komponist des Barock
- Tricario, Monica (* 1963), italienische Architektin, Architekturbüro piuarch
- Triccianus, römischer Provinzstatthalter und Rebell
- Triccus, antiker römischer Toreut
- Triccus, Titus, antiker römischer Toreut
- Trice, Amos (* 1928), US-amerikanischer Jazzpianist
- Trice, Obie (* 1977), US-amerikanischer RapperObie Trice (* 1977)

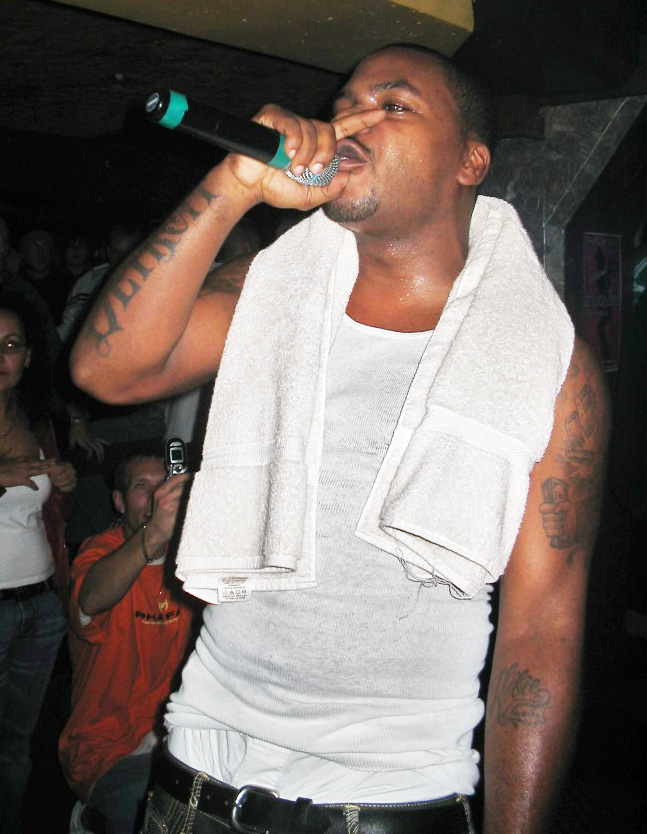
Obie Trice (* 1977)

- Trice, Roderick (* 1984), US-amerikanischer Basketballspieler
- Trice, Walter (1948–2009), US-amerikanischer Backgammonspieler und Sachbuchautor
- Tricella, Roberto (* 1959), italienischer Fußballspieler
- Trichet, Jean-Claude (* 1942), französischer Finanzexperte und Präsident der Europäischen ZentralbankJean-Claude Trichet (* 1942)

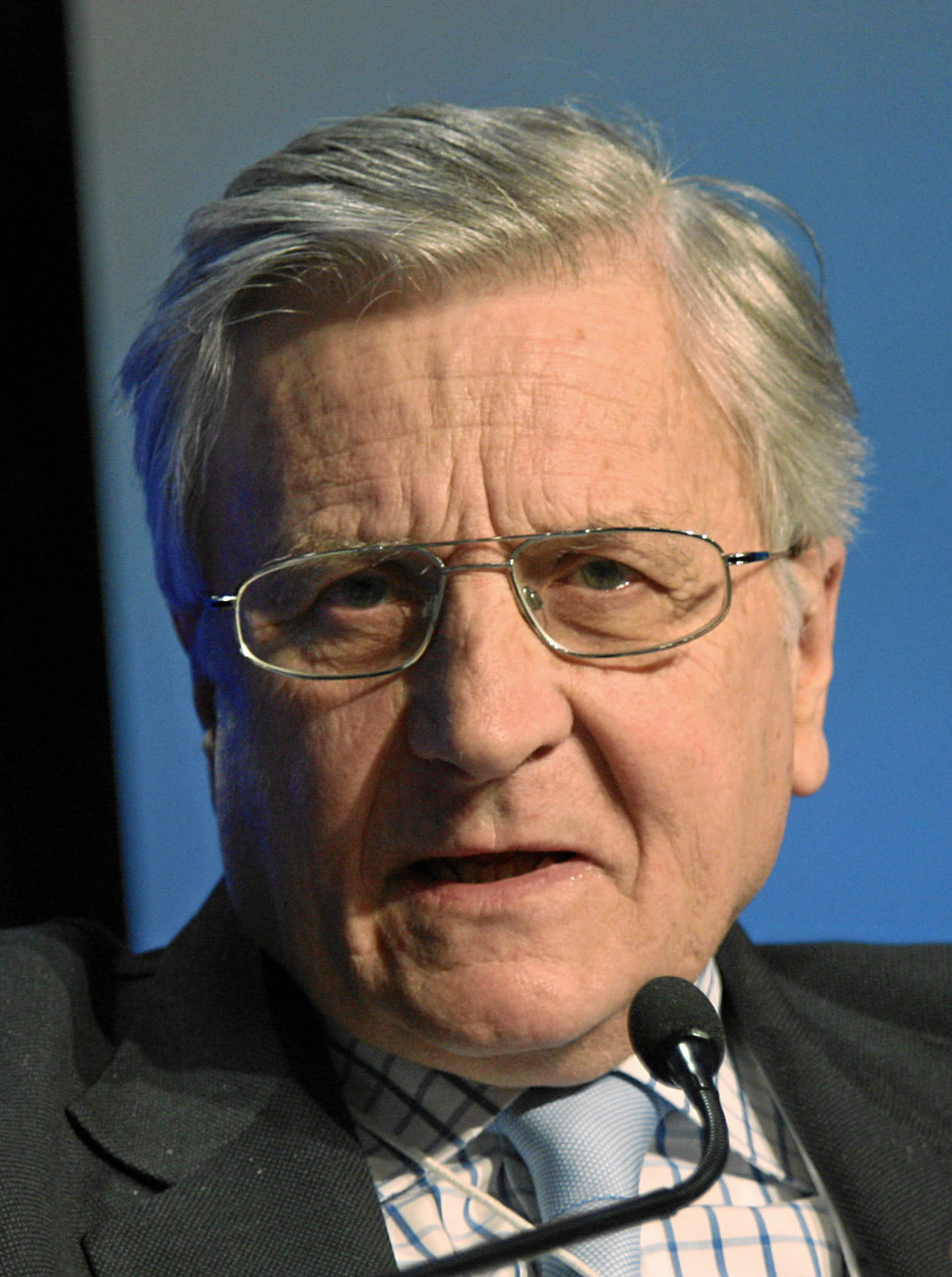
Jean-Claude Trichet (* 1942)

- Trichitschew, Pawel Sergejewitsch (* 1992), russischer Skirennläufer
- Trichon, Auguste (1814–1898), französischer Holzschneider
- Tricht, Arnold von, deutscher Mediziner und Hochschullehrer
- Tricht, Käte van (1909–1996), deutsche Musikerin und Musikpädagogin
- Trichtl, Alexander (1802–1884), österreichischer Landschaftsmaler
- Tricidius, Bischof
- Tricius, Jan († 1692), polnischer Barockmaler
- Trick Daddy (* 1973), US-amerikanischer Rapper
- Trick-Trick (* 1973), US-amerikanischer Rapper
- Tricket, Lisbeth (* 1985), australische Schwimmerin
- Trickett, Sam (* 1986), britischer Pokerspieler
- Trickey, John (1935–2022), australischer Radsportler
- Trickey, Minnijean Brown (* 1941), US-amerikanische Bürgerrechtlerin
- Trickey, Paula (* 1966), US-amerikanische Schauspielerin
- Tricklir, Jean-Balthasar (1750–1813), französischer Cellist und Komponist
- Tričkovski, Ivan (* 1987), mazedonischer Fußballspieler
- Trickster, österreichischer Musiker
- Tricky (* 1968), britischer RapperTricky (* 1968)

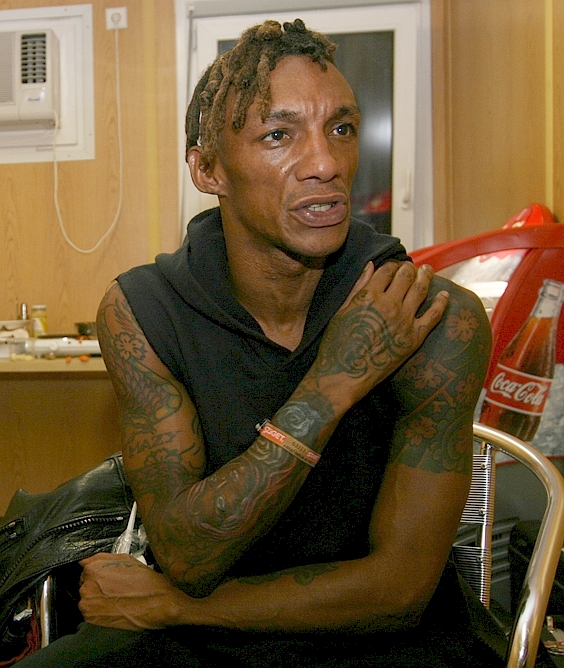
Tricky (* 1968)

- Tricky Niki (* 1975), österreichischer Bauchredner, Comedian und Entertainer
- Tricoche, Héctor (1955–2022), puerto-ricanischer Salsamusiker
- Tricoire, Damien (* 1981), französisch-deutscher Historiker und Hochschullehrer
- Tricoire, Jean (* 1947), französischer Verfasser
- Tricoire, Jean-Pascal (* 1963), französischer Manager
- Tricole, Thibault (* 1989), französischer Dartspieler
- Tricomi, Bartolomeo († 1709), italienischer Maler
- Tricomi, Francesco (1897–1978), italienischer Mathematiker
- Tricon, Émile (1908–2000), französischer Politiker, Mitglied der Nationalversammlung
- Tricot, Xavier (* 1955), belgischer Maler und Autor
- Tricoteux, Andre, kanadischer Schauspieler und Stuntman

### Trid
- Trideau, Justin (* 1991), französischer Fußballspieler
- Tridgell, Andrew (* 1967), australischer Programmierer
- Tridon, Alexander (1864–1943), sächsischer Generalmajor

### Trie
- Trie, Mathieu de († 1344), Marschall von Frankreich
- Trieb, Adolf (1874–1950), deutscher Lehrer mit Engagement für die rheinhessische Geschichte und das deutsche Liedgut
- Trieb, Alois (1888–1917), deutscher Maler der Düsseldorfer Schule
- Trieb, Anton (1883–1954), deutsch-schweizerischer Aquarellmaler, Zeichner, Illustrator und Grafiker
- Trieb, Martin (* 1961), deutscher Fußballspieler
- Trieb, Michael (1936–2019), deutscher Architekt, Stadtplaner und Hochschullehrer
- Trieb, Moritz (* 1998), deutscher Basketballspieler
- Trieb, Tatjana (* 1985), deutsche Schauspielerin
- Trieb, Volker-Johannes (* 1966), deutscher Künstler und Bildhauer
- Triebe, Richard (1922–2012), deutscher Bildhauer, Maler und Grafiker
- Triebel, Andreas (1943–1981), deutscher Fußballspieler
- Triebel, Axel (1899–1976), deutscher Schauspieler
- Triebel, Cäcilie (1903–1982), deutsche Politikerin (CDU), MdBB
- Triebel, Carl (1823–1885), deutscher Landschafts- und Architekturmaler und Radierer
- Triebel, Claas (* 1974), deutscher Autor Psychologe und Hochschullehrer
- Triebel, Dirk (* 1957), deutscher Fernseh- und Theaterschauspieler
- Triebel, Erich (1894–1971), deutscher Paläontologe und Mikropaläontologe
- Triebel, Ernst (1932–2017), österreichischer Organist, Dirigent und Komponist
- Triebel, Franz (1869–1942), deutscher Reichsgerichtsrat
- Triebel, Friedrich (1888–1960), deutscher Politiker (NSDAP), MdR
- Triebel, Gabriele (* 1960), deutsche Politikerin (Bündnis 90/Die Grünen), MdL
- Triebel, Hans (* 1936), deutscher Mathematiker
- Triebel, Hans Valentin (* 1653), deutscher Kommunalpolitiker und Unternehmer
- Triebel, Jens (* 1969), deutscher Kommunalpolitiker (parteilos), Oberbürgermeister von Suhl, Bergsteiger
- Triebel, Jördis (* 1977), deutsche Theater- und FilmschauspielerinJördis Triebel (* 1977)

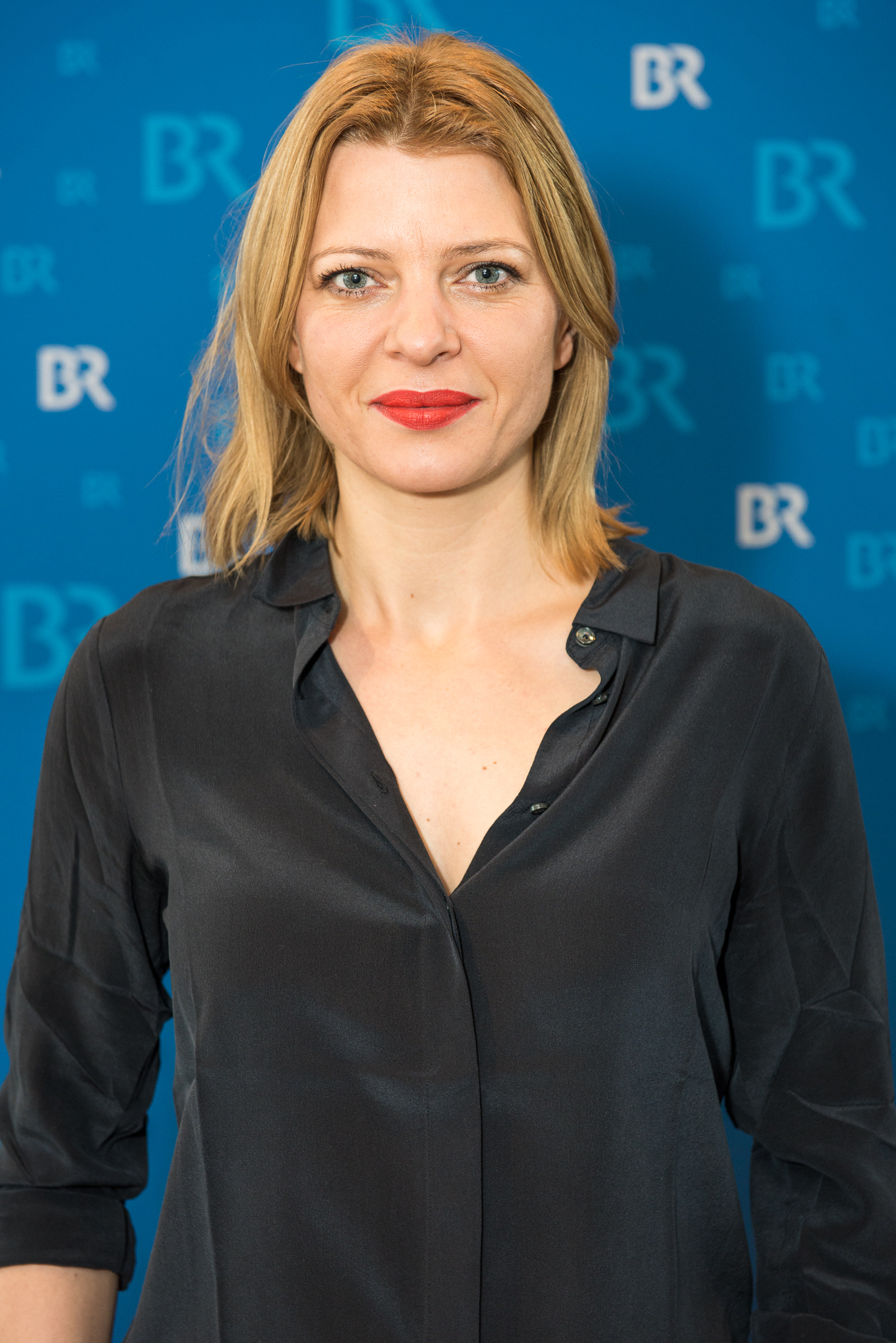
Jördis Triebel (* 1977)

- Triebel, Jürgen (* 1948), deutscher Moderator, Sprecher, Sänger und Musiker
- Triebel, Pascal (* 1966), luxemburgischer Cyclocross- und Straßenradrennfahrer
- Triebel, Rudolf (1910–1995), deutscher Bildhauer und Medailleur
- Triebel, Simon (* 1982), deutscher Gitarrist, Songwriter und MusikproduzentSimon Triebel (* 1982)
- Triebel, Walter (* 1882), deutscher Jurist

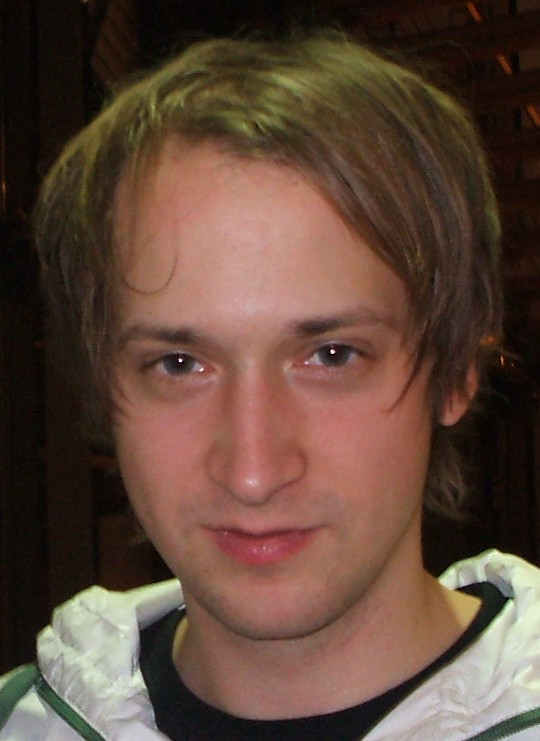
Simon Triebel (* 1982)

- Triebel, Werner († 1999), deutscher Fußballfunktionär
- Triebel, Wolfgang (1900–2002), deutscher Architekt und Hochschullehrer
- Triebener, Heiko (* 1964), deutscher Tubist
- Triebensee, Joseph (1772–1846), österreichischer Oboist und Komponist
- Trieber, Konrad (1842–1913), deutscher klassischer Philologe und Pädagoge
- Triébert, Guillaume (1770–1848), Holzblasinstrumentenmacher
- Triebfürst, Jörg (1929–2015), deutscher Jurist und Richter am Bundesarbeitsgericht
- Triebig, Fritz von (* 1861), württembergischer Generalleutnant
- Triebnigg, Heinrich (1896–1969), österreichischer Ingenieur und Hochschullehrer
- Triebs, Franz (1864–1942), deutscher Kirchenrechtler
- Triebsch, Christine (* 1955), deutsche Glasgestalterin und Hochschullehrerin
- Triebsch, Franz (1870–1956), deutscher Landschafts- und Porträtmaler
- Triebsch, Hans Joachim (* 1955), deutscher Maler und Grafiker
- Triebsch, Max (1885–1931), deutscher Radsportler
- Trieder, Conni (* 1987), deutsche Jazzmusikerin (Flöten, Komposition)
- Trieder, Simone (* 1959), deutsche Schriftstellerin
- Triefus, Isidor (1845–1919), deutscher Industrieller
- Triegel, Michael (* 1968), deutscher Maler, Zeichner und Grafiker
- Trieloff, Johann (1819–1872), Mühlenbesitzer, Mitglied des Kurhessischen Kommunallandtags
- Trieloff, Norbert (* 1957), deutscher Fußballspieler
- Trieloff, Otto (1885–1967), deutscher Leichtathlet
- Triem, Dora (1897–1973), deutsche Politikerin (SPD), MdL
- Triem, Ludwig (1921–1988), deutscher Politiker (SPD), MdL
- Triemer, Diethelm (* 1954), deutscher Motorradsportler
- Triendl, Katrin (* 1987), österreichische Skirennläuferin
- Triendl, Lena (* 2000), österreichische Fußballspielerin
- Triendl, Reina (* 1992), österreichisch-japanische Schauspielerin und Model
- Trienekens, Hellmut (* 1938), deutscher Unternehmer
- Trienekens, Stefan (* 1970), deutscher Fußballspieler
- Trienes, Johannes (1917–2000), deutscher Ministerialbeamter und Manager
- Trient, Ambros (1827–1900), deutscher Bauingenieur
- Trientl, Adolf (1817–1897), Tiroler Priester und Pionier der Landwirtschaftsberatung
- Triepel, Gertrud (1863–1936), deutsche Redakteurin und Schriftstellerin
- Triepel, Heiko (* 1965), deutscher Handballnationalspieler
- Triepel, Heinrich (1868–1946), deutscher Jurist, Völkerrechtler, Staatsrechtler
- Triepel, Hermann (1871–1935), deutscher Anatom und Embryologe
- Trieps, Eduard (1811–1884), deutscher Jurist und Politiker
- Trier Mørch, Dea (1941–2001), dänische bildende Künstlerin und Schriftstellerin
- Trier Mørch, Ibi (1910–1980), dänische Architektin, Designerin und Silberschmiedin
- Trier, Allonzo (* 1996), US-amerikanischer Basketballspieler
- Trier, AnniKa von (* 1970), deutsche Performancekünstlerin, Liedermacherin, Akkordeonistin, Geräuschemacherin und BuchautorinAnniKa von Trier (* 1970)

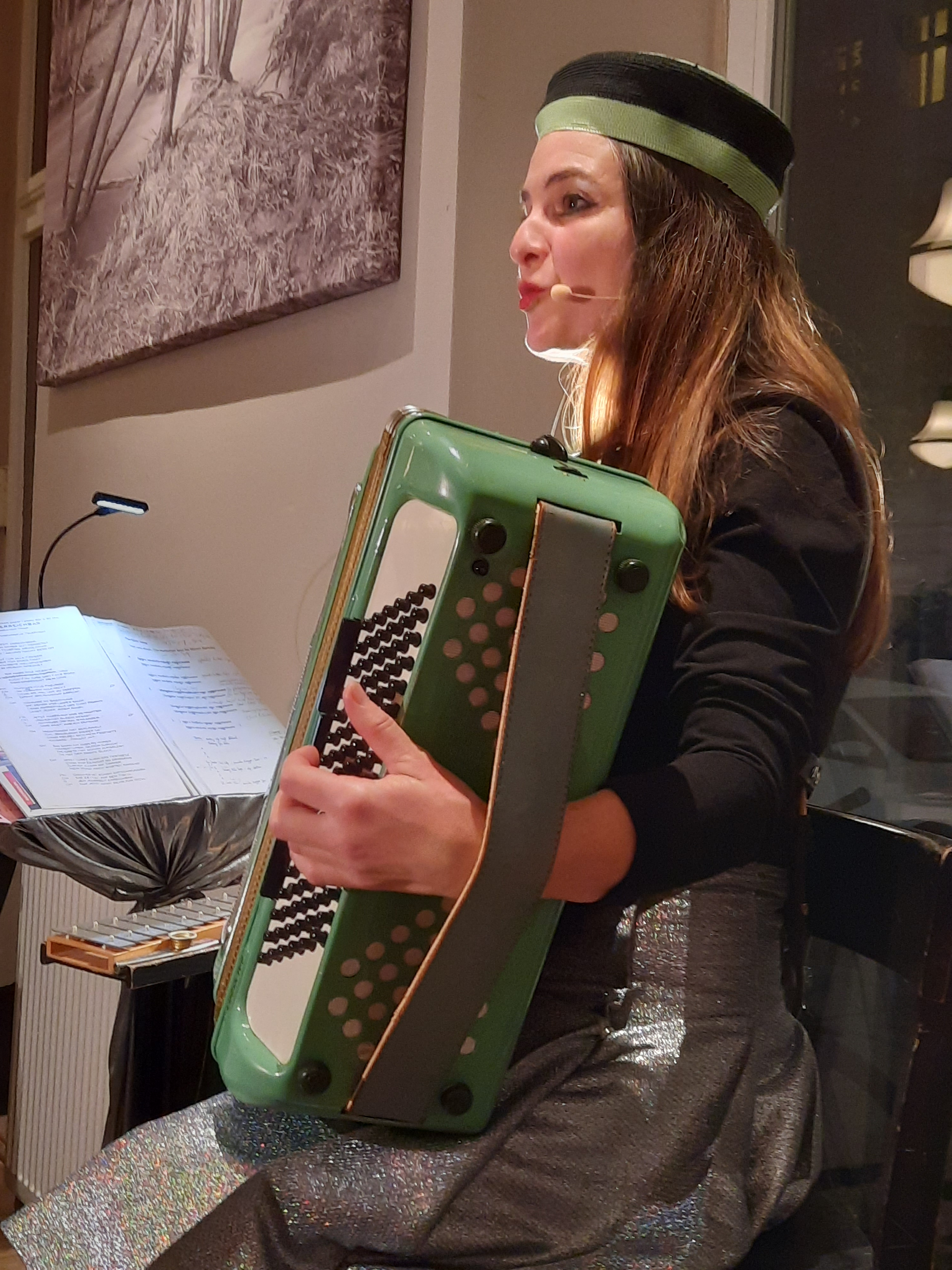
AnniKa von Trier (* 1970)

- Trier, Bendix (* 1930), deutscher Prähistoriker
- Trier, Carl Friedrich (1690–1763), deutscher Politiker, kursächsischer Jurist und 1758 Bürgermeister der Stadt Leipzig
- Trier, Carl Friedrich (1726–1794), deutscher Jurist und Leipziger Ratsherr
- Trier, Eduard (1920–2009), deutscher Kunsthistoriker, Hochschullehrer, Ausstellungskurator und Kunstkritiker
- Trier, Gerson (1851–1918), dänischer Sozialdemokrat, Journalist und Übersetzer
- Trier, Hann (1915–1999), deutscher Maler, unter anderem des Informel, und Grafiker
- Trier, Herman (1845–1925), dänischer Pädagoge und Politiker, Mitglied des Folketing
- Trier, Joachim (* 1974), norwegischer Filmregisseur und Drehbuchautor
- Trier, Johann (1716–1790), Organist und Komponist des Barock
- Trier, Johann Friedrich (1652–1709), sächsischer Hof- und Justizienrat, Bibliothekar und Bergbauunternehmer
- Trier, Johann Wolfgang (* 1686), deutscher Heraldiker und Jurist
- Trier, Jost (1894–1970), deutscher Linguist und Germanist
- Trier, Lars von (* 1956), dänischer Filmregisseur und DrehbuchautorLars von Trier (* 1956)

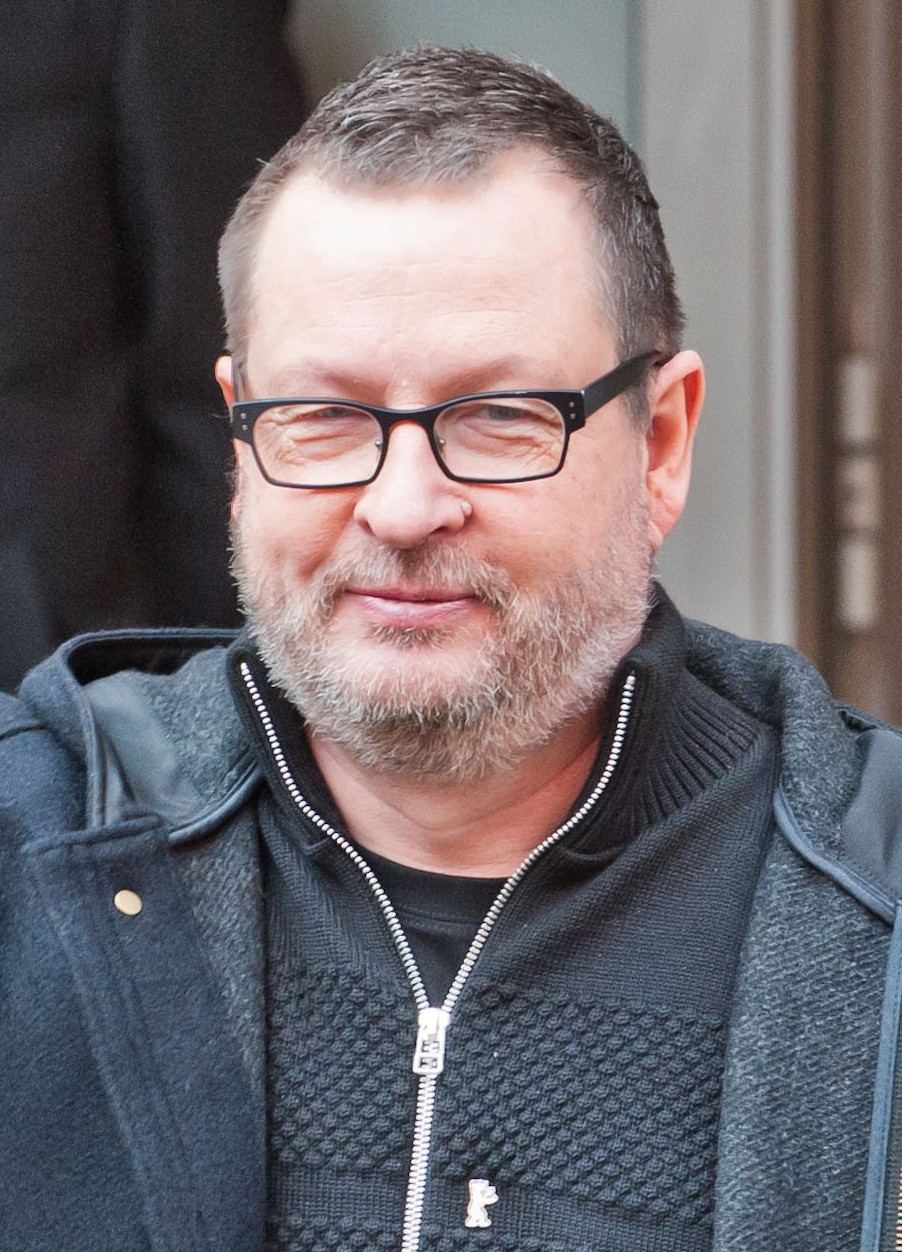
Lars von Trier (* 1956)

- Trier, Lothar (1929–2010), deutscher Unternehmer
- Trier, Marcus (* 1962), deutscher Prähistoriker und Museumsdirektor
- Trier, Ton van (1926–1983), niederländischer Politiker (CDA) und Hochschullehrer
- Trier, Troels (* 1940), dänischer Musiker, Maler, Keramiker, Entertainer
- Trier, Walter (1890–1951), IllustratorWalter Trier (1890–1951)

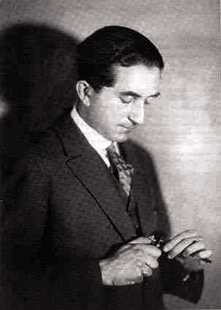
Walter Trier (1890–1951)

- Trierenberg, Heinrich (1913–2010), deutscher Dichterjurist und Sachbuchautor
- Trierenberg, Wolf-Günther (1891–1981), deutscher Offizier, zuletzt Generalleutnant im Zweiten Weltkrieg
- Trierweiler, Valérie (* 1965), französische Journalistin
- Triesault, Ivan (1898–1980), russischer (estnischer) Schauspieler
- Triesch, Anne Sophie (* 2001), deutsche Schauspielerin
- Triesch, Eberhard (* 1956), deutscher Mathematiker und Hochschullehrer
- Triesch, Irene (1875–1964), österreichische Schauspielerin
- Trieschmann, Cornelius (1875–1939), deutscher Politiker (DDP), MdR
- Trieschmann, Hans-Georg (1910–1985), deutscher Chemiker
- Triesman, David, Baron Triesman (* 1943), britischer Politiker, Gewerkschafter und Fußballfunktionär
- Triesnecker, Francis (1745–1817), österreichischer Astronom und Geodät
- Triest, Antonius (1576–1657), flämischer römisch-katholischer Geistlicher, Bischof von Brügge und Bischof von Gent
- Triest, August Ferdinand (1768–1831), deutscher Architekt und Baubeamter
- Triest, Carl Ferdinand († 1889), deutscher Verwaltungsbeamter und Parlamentarier
- Triest, Felix (* 1838), deutscher Regierungs-Assessor in Breslau
- Triest, Heinrich (1811–1885), deutscher Kirchenmusiker und Komponist
- Triest, Johann Carl Friedrich (1764–1810), deutscher evangelisch-lutherischer Geistlicher und Musikschriftsteller
- Triest, Kurt (1907–1985), deutsch-israelischer Fotograf
- Triest, Peter Joseph (1760–1836), belgischer römisch-katholischer Geistlicher, Domherr und Ordensgründer
- Trieste, Leopoldo (1917–2003), italienischer Schauspieler, Regisseur und Drehbuchautor
- Triet, Justine (* 1978), französische FilmregisseurinJustine Triet (* 1978)

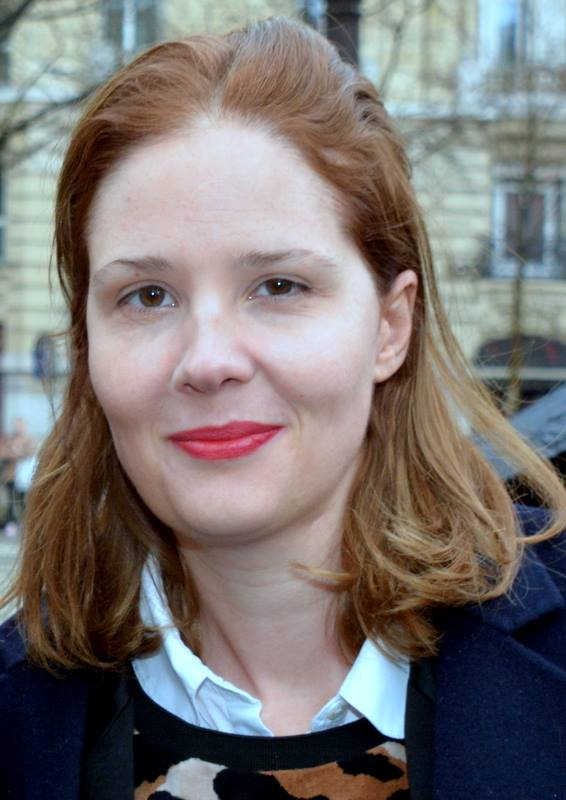
Justine Triet (* 1978)

- Trietsch, Davis (1870–1935), deutscher Schriftsteller und zionistischer Wirtschaftspolitiker
- Trietsch, Sophie (1831–1858), deutsche Opernsängerin (Sopran/Koloratursopran)
- Triệu Thị Trinh (225–248), vietnamesische Heerführerin
- Triewald, Mårten (1691–1747), schwedischer Händler, Techniker und Mitbegründer der Königlich Schwedischen Akademie der Wissenschaften

### Trif
- Trifa, Iosif (1888–1938), rumänisch-orthodoxer Priester und faschistischer Politiker
- Trifa, Valerian (1914–1987), rumänisch-orthodoxer Priester und faschistischer Politiker
- Trifan, Marioara (* 1950), US-amerikanische Pianistin, Dirigentin und Hochschullehrerin
- Trifer, römischer Koroplast
- Triff, Alfredo (* 1954), amerikanischer Geiger und Komponist kubanischer Herkunft
- Triffin, Robert (1911–1993), belgisch-US-amerikanischer Ökonom
- Triffon, George (1933–2007), US-amerikanischer Jazzmusiker
- Triffterer, Otto (1931–2015), deutscher Rechtswissenschaftler
- Trifixion of the Horned King, österreichischer Schlagzeuger
- Trifonov, Trifon (* 1952), bulgarischer Jazzmusiker (Saxophon, Klarinette)
- Trifonow, Alexander (* 1986), kasachischer Biathlet
- Trifonow, Daniil Olegowitsch (* 1991), russischer Pianist und KomponistDaniil Olegowitsch Trifonow (* 1991)

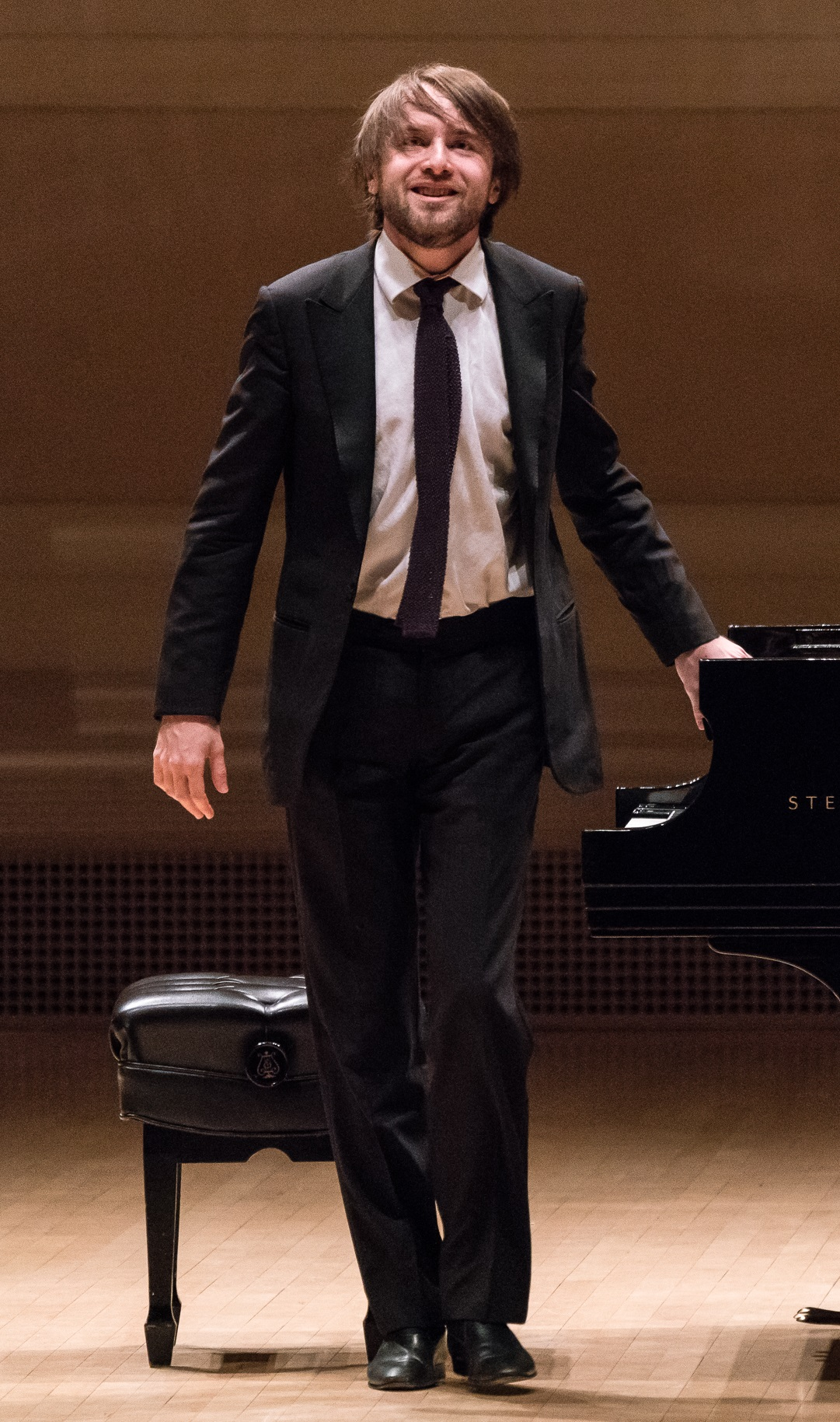
Daniil Olegowitsch Trifonow (* 1991)

- Trifonow, Iwan (* 1948), sowjetischer Radrennfahrer
- Trifonow, Juri Walentinowitsch (1925–1981), sowjetischer Schriftsteller
- Trifonow, Rumen (* 1985), bulgarischer Fußballspieler
- Trifonow, Slawi (* 1966), bulgarischer Politiker, Musiker, TV-Moderator und Produzent
- Trifonow, Walentin Andrejewitsch (1888–1938), sowjetischer Politiker und Führer der Roten Armee
- Trifonowa, Olga Romanowna (* 1938), russische Schriftstellerin
- Trifonowa, Polina (* 1992), ukrainisch-bulgarische Tischtennisspielerin
- Trifu, Gabriel (* 1975), rumänischer Tennisspieler
- Trifunov, James (1903–1993), kanadischer Ringer
- Trifunović, Petar (1910–1980), jugoslawischer Schachspieler
- Trifunović, Slobodan (* 1956), jugoslawischer Wasserballspieler

### Trig
- Trigano, Gilbert (1920–2001), französischer Unternehmer
- Trigault, Nicolas (1577–1628), französischer Jesuit und China-Missionar
- Triger, Jules (1801–1867), französischer Bergbauingenieur und Geologe
- Trigère, Pauline (1908–2002), französisch-US-amerikanische Modedesignerin und Kostümbildnerin
- Trigg, Abram (* 1750), britisch-amerikanischer Politiker
- Trigg, Alan (* 1959), englischer Snookerspieler
- Trigg, Connally Findlay (1847–1907), US-amerikanischer Politiker
- Trigg, Gary, kanadischer Musiker und Promoter
- Trigg, John Johns (1748–1804), US-amerikanischer Politiker
- Trigg, Lloyd (1914–1943), neuseeländischer Kampfpilot
- Trigg, Margaret (1964–2003), US-amerikanische Schauspielerin, Stand-up-Comedian und Model
- Trigg, Stephen (1744–1782), amerikanischer Pionier und Soldat des Bundesstaates Virginia
- Trigger, Bruce (1937–2006), kanadischer Anthropologe und Archäologe
- Trigger, Hannah (* 1987), australische Snowboarderin
- Triggs Hodge, Andrew (* 1979), britischer Ruderer
- Triggs, Henry Inigo (1876–1923), britischer Architekt und Gartengestalter
- Triggs, Sherida (* 1985), amerikanische Basketballspielerin
- Trigiani, Adriana (* 1970), US-amerikanische Schriftstellerin
- Trigilli, Ricardo (1934–2010), argentinischer Fußballspieler
- Trigland, Jacobus, der Ältere (1583–1654), niederländischer reformierter Theologe
- Trigland, Jacobus, der Jüngere (1652–1705), niederländischer reformierter Theologe und Philologe
- Triglia, Bill (1924–2011), US-amerikanischer Jazzpianist
- Trigo, Andrés (* 1986), chilenischer Badmintonspieler
- Trigo-Teixeira, Uwe (1937–2019), deutscher Handballspieler
- Trigolos, Daria (* 1999), belarussische Tischtennisspielerin
- Triguboff, Harry (* 1933), australischer Unternehmer
- Trigueiro de Albuquerque Mello, Oswaldo (1905–1989), brasilianischer Diplomat, Jurist und Politiker
- Trigueros, Manu (* 1991), spanischer Fußballspieler

### Trii
- Triik, Nikolai (1884–1940), estnischer Maler, Graphiker und Kunstpädagoge

### Trij
- Trijonis, Darius (* 1973), litauischer römisch-katholischer Geistlicher, Bischof von Šiauliai
- Trijp, Danny van (* 1996), niederländischer Dartspieler

### Trik
- Trik, Reiner (* 1963), deutscher Ringer
- Triki, Yasser (* 1997), algerischer Leichtathlet
- Triki, Zineb (* 1980), marokkanisch-französische Schauspielerin
- Trikolidis, Karl Kaspar (1947–2022), österreichisch-griechischer Dirigent
- Trikomiti, Chrystalleni (* 1993), zypriotische Turnerin
- Trikoupis, Charilaos (1832–1896), griechischer Politiker und Ministerpräsident
- Trikoupis, Kostandinos (1857–1922), griechischer Offizier und Politiker
- Trikoupis, Kostandis († 1825), griechischer Soldat, Teilnehmer am Griechischen Unabhängigkeitskrieg von (1821–1829)
- Trikoupis, Nikolaos (1869–1956), griechischer Offizier und Politiker, Olympiateilnehmer
- Trikoupis, Spyridon (1788–1873), griechischer Politiker und Ministerpräsident
- Trikoupis, Spyros (1888–1945), griechischer Politiker und Schriftsteller

### Tril
- Trilcke, Peer (* 1981), deutscher Germanist
- Trilhe, Auguste (1866–1930), französischer katholischer Geistlicher, Trappist, Theologe und Ordenshistoriker
- Trilisser, Michail Abramowitsch (1883–1940), sowjetischer Geheimdienstchef
- Trill, Elva (* 1991), irische Schauspielerin
- Trill, Viktor (1905–1981), böhmisch-deutscher SS-Oberscharführer, Angehöriger des Sonderkommandos 4a, Massenmörder
- Trilla, Vasco, spanischer Jazz- und Improvisationsmusiker (Schlagzeug)
- Trillanes, Antonio (* 1971), philippinischer Präsident
- Trillas, Enzo (* 1989), uruguayischer Fußballspieler
- Trillaud, Eugène (1907–1960), französischer Autorennfahrer
- Trille Kuku Andali, Yunan Tombe (* 1964), sudanesischer Geistlicher und römisch-katholischer Bischof von al-Ubayyid
- Triller, Anneliese (1903–1998), deutsche Historikerin und Archivarin
- Triller, Daniel (1695–1782), deutscher Mediziner und Schriftsteller
- Triller, David (1627–1665), deutscher evangelischer Theologe
- Triller, Georg (1855–1926), deutscher katholischer Geistlicher und Generalvikar
- Triller, Johann Michael (1825–1902), deutscher Geistlicher und Politiker (Zentrum), MdR
- Triller, Marco (* 1986), österreichischer Politiker (FPÖ), Abgeordneter zum Landtag SteiermarkMarco Triller (* 1986)

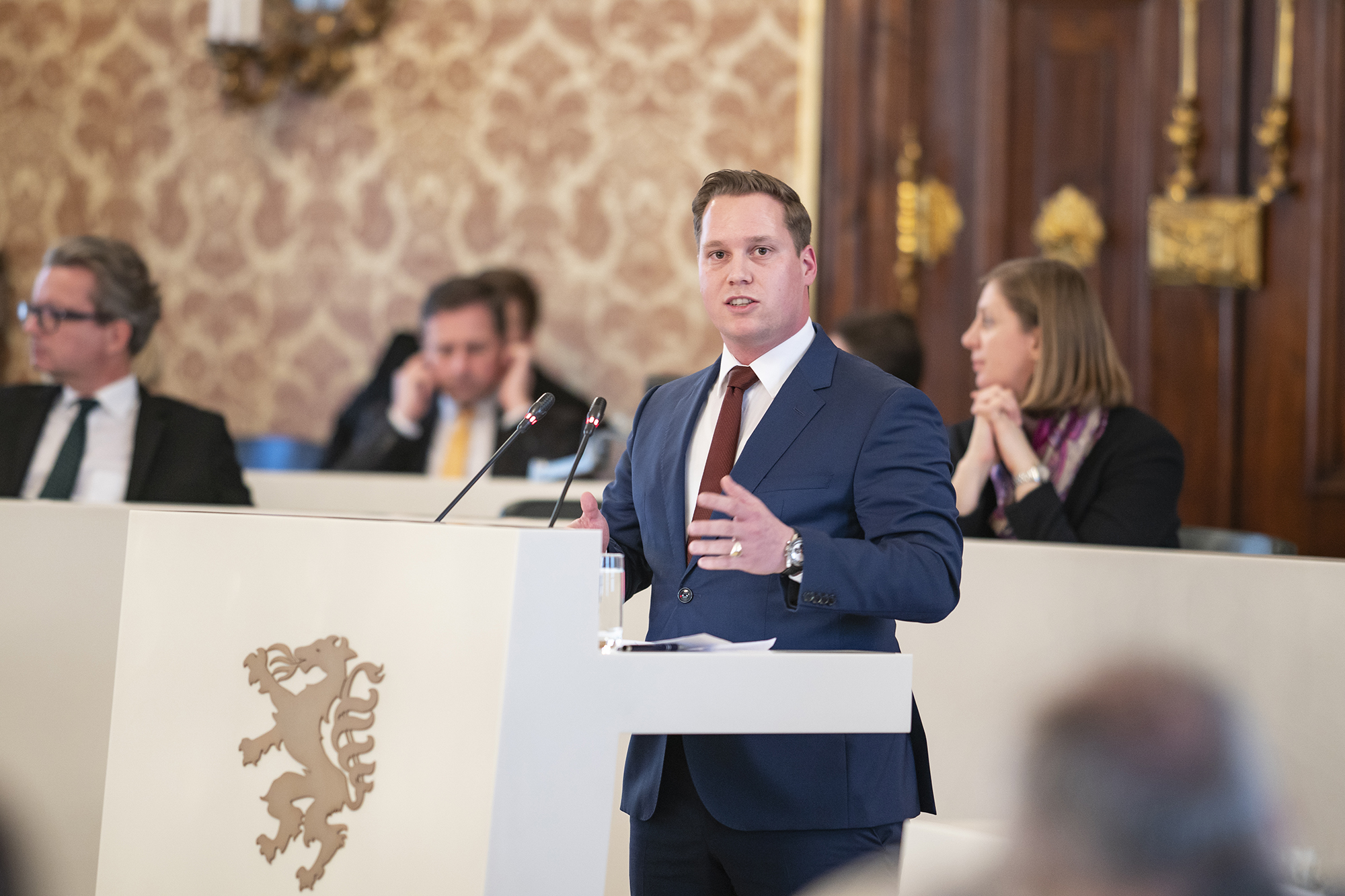
Marco Triller (* 1986)

- Triller, Paul (* 1994), deutscher Schauspieler
- Triller, Ronald (* 1965), deutscher Volleyball-Nationalspieler
- Triller, Valentin, deutscher Pfarrer sowie Autor, Komponist und Herausgeber von Kirchenliedern
- Trilles, Antonin (* 1983), französischer Fußballspieler
- Trilles, Henri (1866–1949), französischer Missionar, Ethnologe und Afrikaforscher
- Trillet-Lenoir, Véronique (1957–2023), französische Onkologin und Politikerin (LREM), MdEP
- Trillhaas, Wolfgang (1903–1995), deutscher evangelischer Theologe
- Trillhaase, Adalbert (1858–1936), deutscher Maler
- Trillhaase, Friedrich Osmar (1857–1932), deutscher Bildhauer
- Trilling, Ilia (1895–1947), deutsch-jüdischer Komponist
- Trilling, Lionel (1905–1975), amerikanischer Literaturkritiker, Schriftsteller und Lehrer
- Trilling, Manfred (1963–2025), deutscher Synchronsprecher und Schauspieler
- Trilling, Wolfgang (1925–1993), römisch-katholischer Priester, Theologe und Neutestamentler
- Trillini, Eduardo (* 1958), argentinischer Radrennfahrer
- Trillini, Giovanna (* 1970), italienische Florettfechterin und Olympiasiegerin
- Trillitzsch, Otto (1898–1974), deutscher Politiker (USPD, KPD, SED), MdV und Zeitungsverleger
- Trillitzsch, Winfried (1932–1990), deutscher Altphilologe
- Trillmich, Walter (* 1942), deutscher Klassischer Archäologe
- Trillmich, Werner (1914–1985), deutscher Historiker
- Trillo, Alberto (* 1939), argentinischer Radrennfahrer
- Trillo, Carlos (1943–2011), argentinischer Comicautor
- Trillo, John Albert (1915–1992), britischer Geistlicher und Bischof der Church of England
- Trilluxe (* 1993), deutscher Webvideoproduzent und StreamerTrilluxe (* 1993)

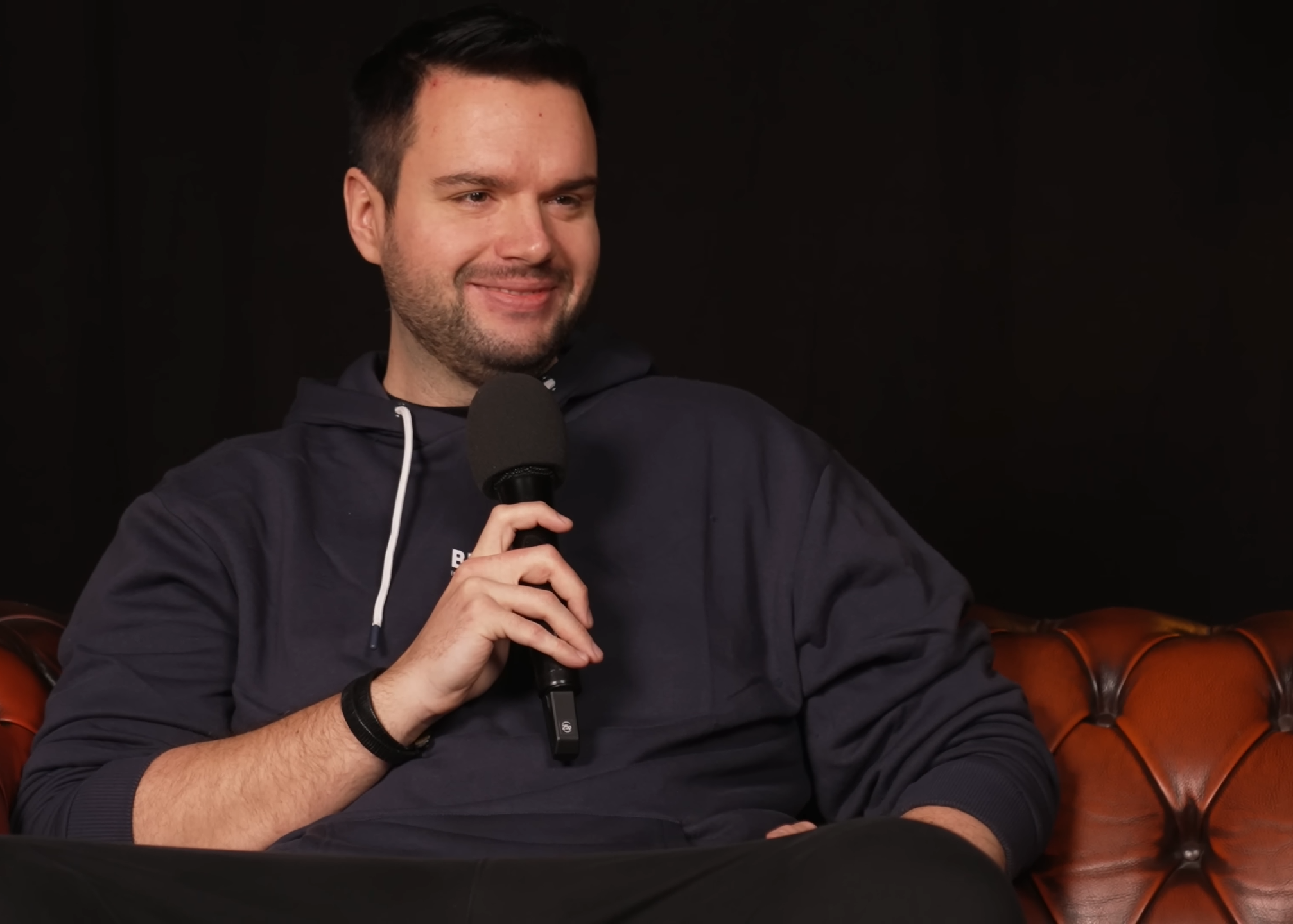
Trilluxe (* 1993)

- Trilsch, Sarah (* 1986), deutsche Theater- und Hörspielautorin
- Trilse-Finkelstein, Jochanan (1932–2017), deutscher Philosoph, Literatur- und Theaterwissenschaftler
- Trilussa (1871–1950), italienischer Dichter

### Trim
- Trim, Andrew (* 1968), australischer Kanute
- Trim, David (* 1969), britischer Historiker
- Trim, Phil (* 1940), spanischer Musiker afroamerikanischer Abstammung
- Trimbach, Herbert (* 1954), deutscher Jurist
- Trimble, Allen (1783–1870), US-amerikanischer Politiker
- Trimble, Andrew (* 1984), nordirischer Rugby-Union-Spieler
- Trimble, Carey A. (1813–1887), US-amerikanischer Politiker
- Trimble, Charles (* 1941), US-amerikanischer Unternehmer
- Trimble, David (1782–1842), amerikanischer Politiker
- Trimble, David (1944–2022), nordirischer Politiker, Mitglied des House of Commons; Friedensnobelpreisträger (1998)David Trimble (1944–2022)

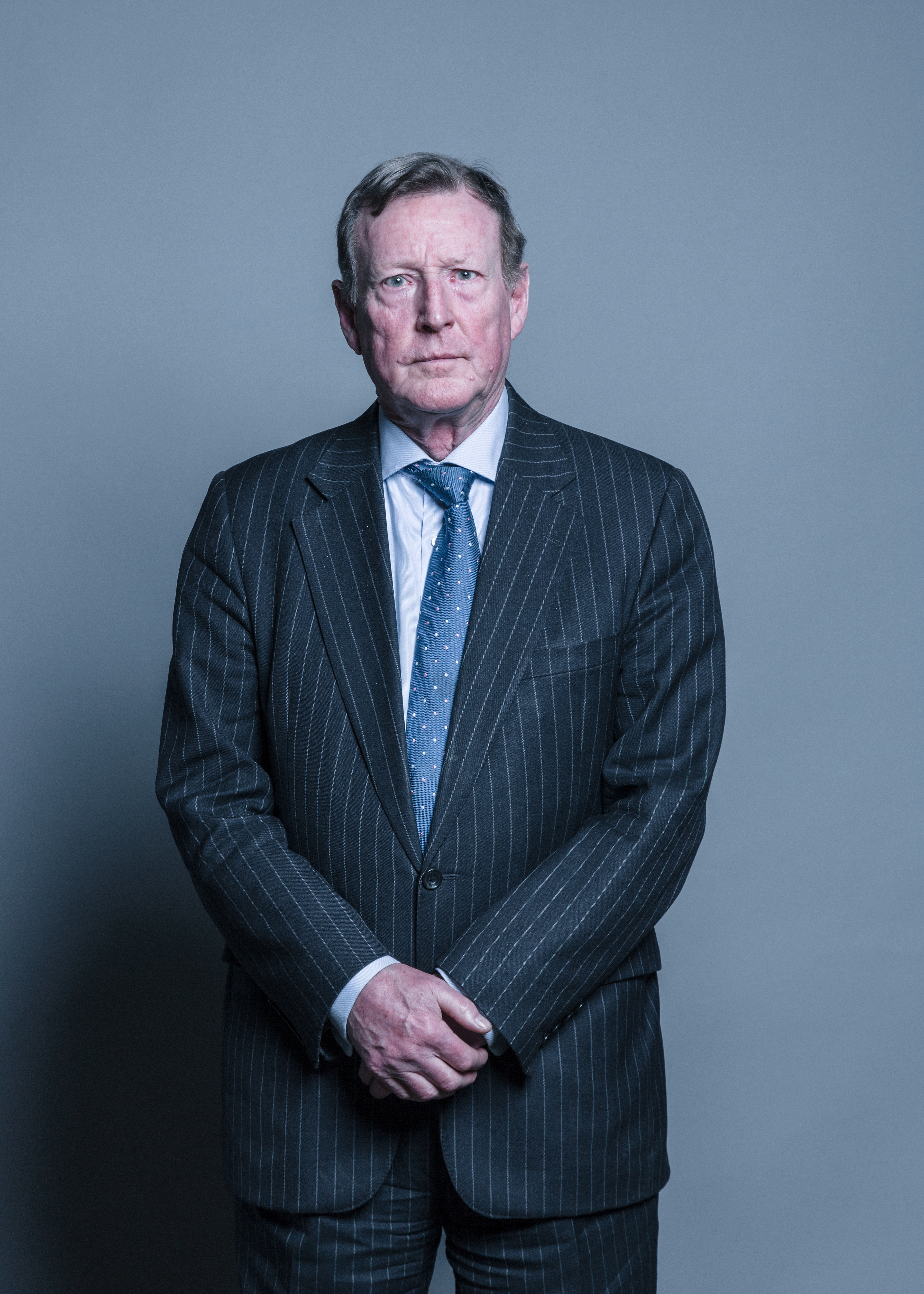
David Trimble (1944–2022)

- Trimble, Isaac R. (1802–1888), Generalmajor des Konföderierten Heeres im amerikanischen Bürgerkrieg und Eisenbahningenieur
- Trimble, Jacquelyn Whitney (* 1927), amerikanische Schriftstellerin
- Trimble, James A. (* 1847), US-amerikanischer Erfinder und Geschäftsmann
- Trimble, James William (1894–1972), US-amerikanischer Politiker
- Trimble, Jerry (* 1961), amerikanisch-kanadischer Kickboxer, Schauspieler und Stuntman
- Trimble, Joan (1915–2000), irische Komponistin
- Trimble, John (1812–1884), US-amerikanischer Politiker
- Trimble, Lawrence S. (1825–1904), US-amerikanischer Politiker
- Trimble, Louis (1917–1988), US-amerikanischer Schriftsteller
- Trimble, Robert (1776–1828), US-amerikanischer Jurist
- Trimble, South (1864–1946), US-amerikanischer Politiker
- Trimble, Virginia (* 1943), US-amerikanische Astronomin
- Trimble, William A. (1786–1821), US-amerikanischer Offizier und Politiker
- Trimble, William C. (1907–1996), US-amerikanischer Diplomat
- Trimble, William Copeland (1851–1941), irischer Zeitungsverleger und Autor
- Trimboli, Paul (* 1969), australischer Fußballspieler und -kommentator
- Trimborn, Cornelius (1824–1889), deutscher Jurist und Politiker (Zentrum), MdR
- Trimborn, Curt (1903–1978), deutscher SS-Obersturmbannführer, Kriminalpolizist und Kriegsverbrecher
- Trimborn, Gottfried (1887–1948), deutscher Landschaftsmaler und Grafiker der Düsseldorfer Schule
- Trimborn, Hans (1891–1979), deutscher Maler und Musiker
- Trimborn, Hermann (1901–1986), deutscher Amerikanist, Ethnologe und Hochschullehrer
- Trimborn, Isabel (* 1959), deutsche Schauspielerin, Sängerin, Kabarettistin und Comedienne
- Trimborn, Jeanne (1862–1919), Persönlichkeit der katholischen Frauenbewegung
- Trimborn, Josef (1905–1994), deutscher Architekt und Ministerialbeamter
- Trimborn, Jürgen (1971–2012), deutscher Schriftsteller, Autor von Sachbüchern und Biographien
- Trimborn, Karl (1854–1921), deutscher Jurist und Politiker (Zentrum), MdR
- Trimborn, Max (1856–1934), deutscher Regierungs- und Oberbaurat
- Trimborn, Peter (1881–1941), preußischer Landrat, Redakteur der Rheinischen Zeitung und Stadtrat
- Trimborn, Richard (1932–2017), deutscher Musikpädagoge und Studienleiter
- Trimborn, Wilhelm (1843–1930), deutscher Unternehmer in der Energieversorgung, Gründer und Eigentümer des Gaswerks Grevenbroich
- Trimbur, Angela (* 1981), US-amerikanische SchauspielerinAngela Trimbur (* 1981)

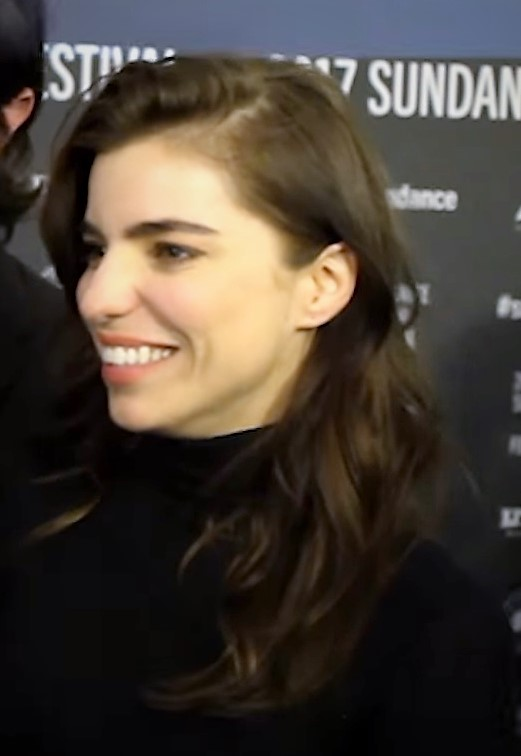
Angela Trimbur (* 1981)

- Trimbur, Heinrich (1911–1988), deutscher Schauspieler, Theaterregisseur und Autor von Theaterstücken
- Trimen, Henry (1843–1896), britischer Arzt und Botaniker
- Trimen, Roland (1840–1916), britischer Entomologe, Zoologe und Botaniker
- Trimhold, Holger (* 1953), deutscher Fußballspieler und Trainer
- Trimhold, Horst (1941–2021), deutscher Fußballspieler
- Trimingham, J. Spencer (1904–1987), britischer Gelehrter und christlicher Missionar
- Trimmel, Christopher (* 1987), österreichischer FußballspielerChristopher Trimmel (* 1987)

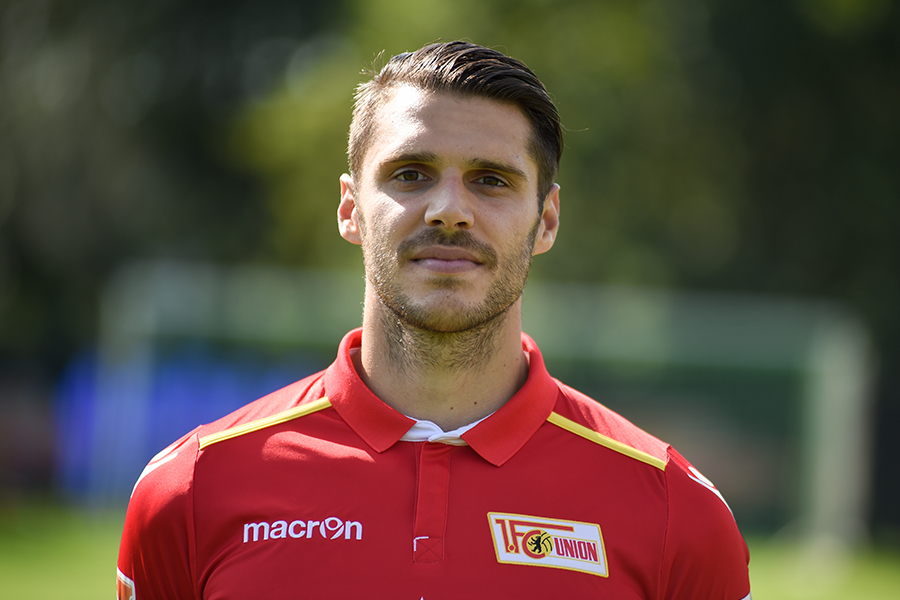
Christopher Trimmel (* 1987)

- Trimmel, Clemens (* 1978), österreichischer Tennisspieler
- Trimmel, Gerald (* 1962), österreichischer Komponist
- Trimmel, Hubert (1924–2013), österreichischer Höhlenforscher
- Trimmel, Nicole (* 1982), österreichische Kickboxerin
- Trimmel, Robert (* 1950), österreichischer Kleinkünstler
- Trimmel, Stefan (* 2004), österreichischer Fußballspieler
- Trimmer, Joyce (1927–2008), kanadische Politikerin
- Trimmer, Sarah (1741–1810), englische Autorin
- Trimmer, Tony (* 1943), britischer Automobilrennfahrer
- Trimmingham, Leon (* 1971), US-amerikanischer Basketballspieler
- Trimondi, Victor (* 1940), deutscher Schriftsteller, Religionsforscher und Verleger
- Trimpert, Helge (* 1951), deutscher Filmregisseur, Dokumentarfilmer und Autor
- Trimpin, Jens (* 1946), deutscher Bildhauer
- Trimpler, Carl (1795–1860), deutscher Reeder
- Trimpop, Michaela (* 1971), deutsche Fußballspielerin
- Trimpop, Rüdiger (* 1958), deutscher Psychologe und Professor
- Trimpop, Trini (* 1951), deutscher Rockmusiker und Filmemacher

### Trin
- Trina (* 1978), US-amerikanische Rapperin
- Trinca Colonel, Monica (* 1999), italienische Radrennfahrerin
- Trinca, Jasmine (* 1981), italienische Schauspielerin und FilmregisseurinJasmine Trinca (* 1981)

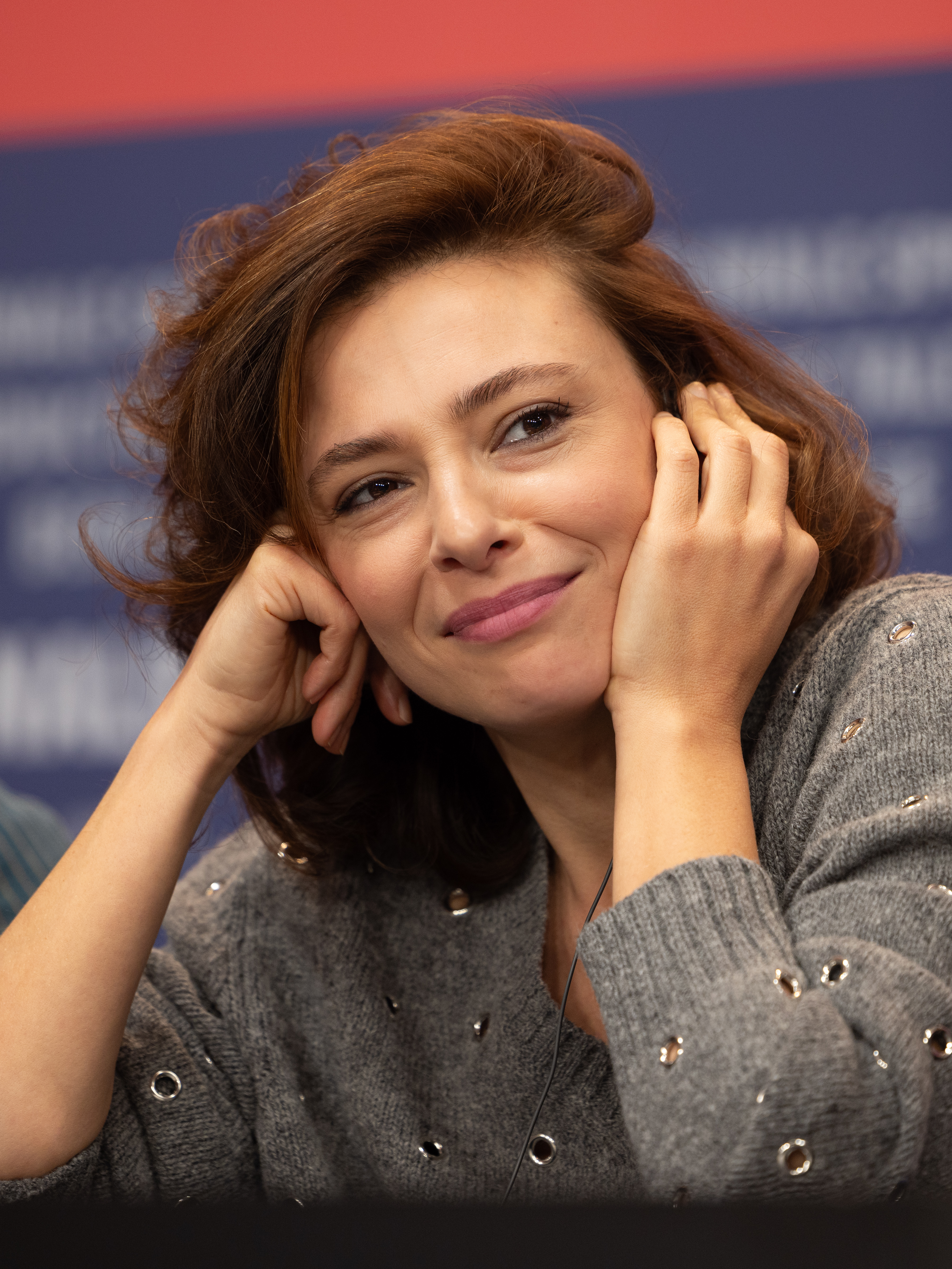
Jasmine Trinca (* 1981)

- Trincão, Francisco (* 1999), portugiesischer Fußballspieler
- Trincavelli, Franco (1935–1983), italienischer Ruderer
- Trinchera, Dominick (1936–1981), US-amerikanischer Mobster
- Trinchieri, Andrea (* 1968), italienischer Basketballtrainer
- Trinchinetti, Eugenia (* 1997), argentinische Hockeyspielerin
- Trinci, Addo Lodovico (* 1956), italienischer Fotograf und Installationskünstler
- Trinckauf, Jochen (* 1953), deutscher Verkehrsingenieur und Professor für Verkehrssicherungstechnik
- Trinczek, Rainer (* 1958), deutscher Soziologe
- Trindade, Ade (* 1995), osttimoresischer Fußballspieler
- Trindade, Alfredo (1908–1977), portugiesischer Radrennfahrer
- Trindade, André (* 2001), brasilianischer Fußballspieler
- Trindade, Antônio Augusto Cançado (1947–2022), brasilianischer Jurist, Richter am Internationalen Gerichtshof
- Trindade, Augusto, osttimoresischer Beamter und Politiker
- Trindade, Carlos Maria (* 1954), portugiesischer Musiker, Arrangeur und Produzent
- Trindade, Elias Mendes (* 1985), brasilianischer Fußballspieler
- Trindade, Henrique Golland (1897–1974), brasilianischer Geistlicher, Erzbischof von Botucatu
- Trindade, Jesús (* 1993), uruguayischer Fußballspieler
- Trindade, Leonel (1903–1992), portugiesischer Archäologe
- Trindade, Manuel d’Almeida (1918–2008), portugiesischer Geistlicher, römisch-katholischer Bischof von Aveiro
- Trindade, Zélia (* 1969), osttimoresische Juristin
- Trine, Ralph Waldo (1866–1958), US-amerikanischer Schriftsteller
- Trinemeier, Nick (* 1989), deutscher Faustballspieler
- Triner, Ronald (1917–1943), neuseeländischer Radrennfahrer
- Tringou, Elli (* 1989), griechische SchauspielerinElli Tringou (* 1989)

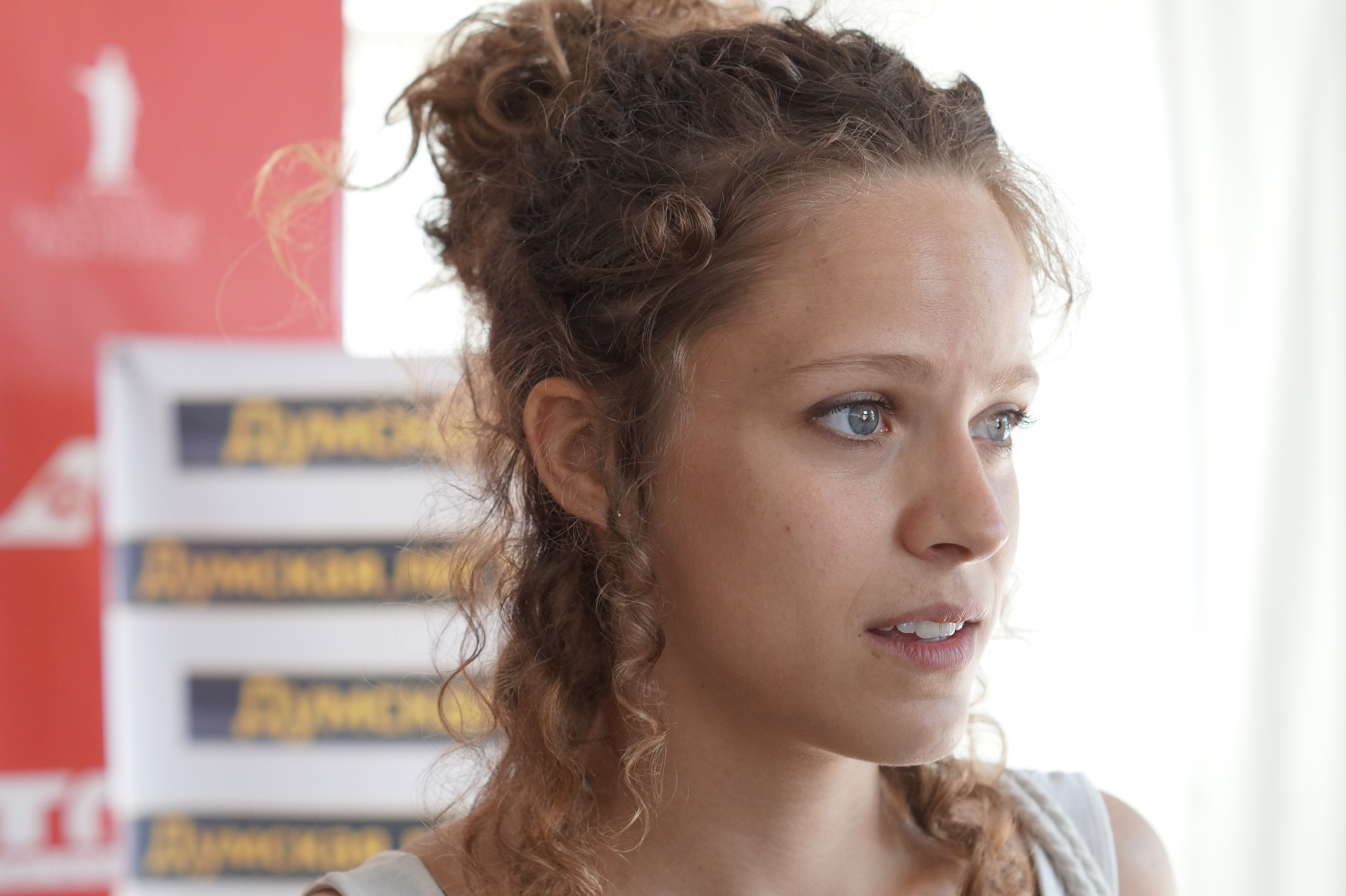
Elli Tringou (* 1989)

- Tringow, Georgi (1937–2000), bulgarischer Schachspieler
- Trịnh Chính Trực, Joseph (1925–2011), vietnamesischer Bischof
- Trịnh Đình Thảo (1902–1986), vietnamesischer Politiker
- Trịnh Như Khuê, Joseph Marie (1898–1978), vietnamesischer Geistlicher und Erzbischof von Hanoi
- Trịnh Thị Minh Hà (* 1952), vietnamesische-US-amerikanische postkolonialistische Differenz-Theoretikerin, Komponistin und Filmemacherin
- Trinh Van-Can, Joseph-Marie (1921–1990), vietnamesischer Kardinal der römisch-katholischen Kirche und Erzbischof von Hanoi
- Trịnh Xuân Thuận (* 1948), vietnamesisch-amerikanischer Astrophysiker
- Trịnh, Căn (1633–1709), Vierter Trịnh-Fürst
- Trịnh, Công Sơn (1939–2001), vietnamesischer Komponist, Poet und Maler
- Trinh, Eugene H. (* 1950), US-amerikanischer Astronaut
- Trịnh, Kiểm (1503–1570), vietnamesischer Adliger und Kriegsfürst
- Trịnh, Thị Ngọ († 2016), vietnamesische RadiomoderatorinTrịnh Thị Ngọ († 2016)

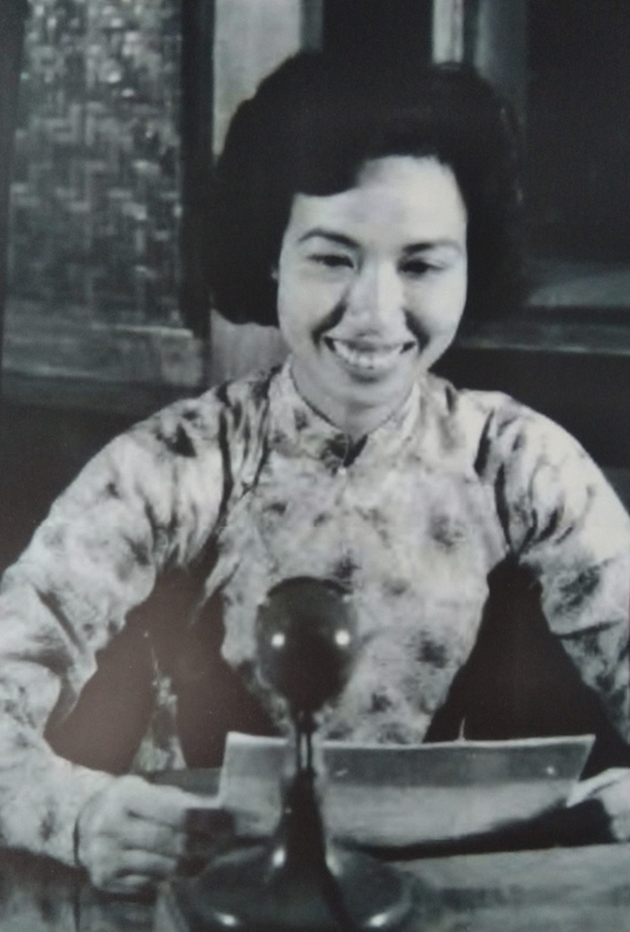
Trịnh Thị Ngọ († 2016)

- Trịnh, Tráng (1577–1657), Zweiter (offiziell proklamierter) Trịnh-Fürst
- Trịnh, Xuân Thanh (* 1966), vietnamesischer Manager und Politiker (KPV)
- Trini, Mari (1947–2009), spanische Sängerin
- Trinidad Gómez, Carlos Enrique (1955–2018), guatemaltekischer Geistlicher, römisch-katholischer Bischof von San Marcos
- Trinidad, Ángel (* 1993), spanischer Volleyballspieler
- Trinidad, Darío Agustín (* 1992), uruguayischer Fußballspieler
- Trinidad, Félix (* 1973), puerto-ricanischer Boxer
- Trinidad, Félix senior, puerto-ricanischer Boxer und -trainer
- Trinidad, Guillermo (* 1989), uruguayischer Fußballspieler
- Trinidad, Jorge (* 1993), uruguayischer Fußballspieler
- Trinidad, Richard (* 1978), uruguayischer Fußballschiedsrichterassistent
- Trinidad, TJ (* 1976), philippinischer Schauspieler
- Trinité, Jules (1856–1921), französischer Sportschütze
- Trinius, August (1851–1919), deutscher Wanderschriftsteller
- Trinius, Carl Bernhard (1778–1844), deutscher Arzt, Dichter und Botaniker
- Trinius, Johann Anton (1722–1784), deutscher evangelischer Pfarrer, Theologe und Schriftsteller
- Trinius, Reinhold (1934–2018), deutscher Politiker (SPD), MdL
- Trinkaus, Christian Gottfried (1800–1870), deutscher Bankier
- Trinkaus, Christian Gottfried (1843–1891), deutscher Privatbankier
- Trinkaus, Erik (* 1948), US-amerikanischer Paläoanthropologe
- Trinkaus, Kai-Uwe, deutscher Politiker (DVU, NPD) und V-Person
- Trinkaus, Karl Hermann (1904–1965), deutscher Collage-Künstler
- Trinkaus, Max (1866–1929), deutscher Privatbankier
- Trinkaus, Sabine (* 1969), deutsche Schriftstellerin
- Trinker, Bastian (* 1990), österreichischer Tennisspieler
- Trinker, Heike (* 1961), deutsche SchauspielerinHeike Trinker (* 1961)

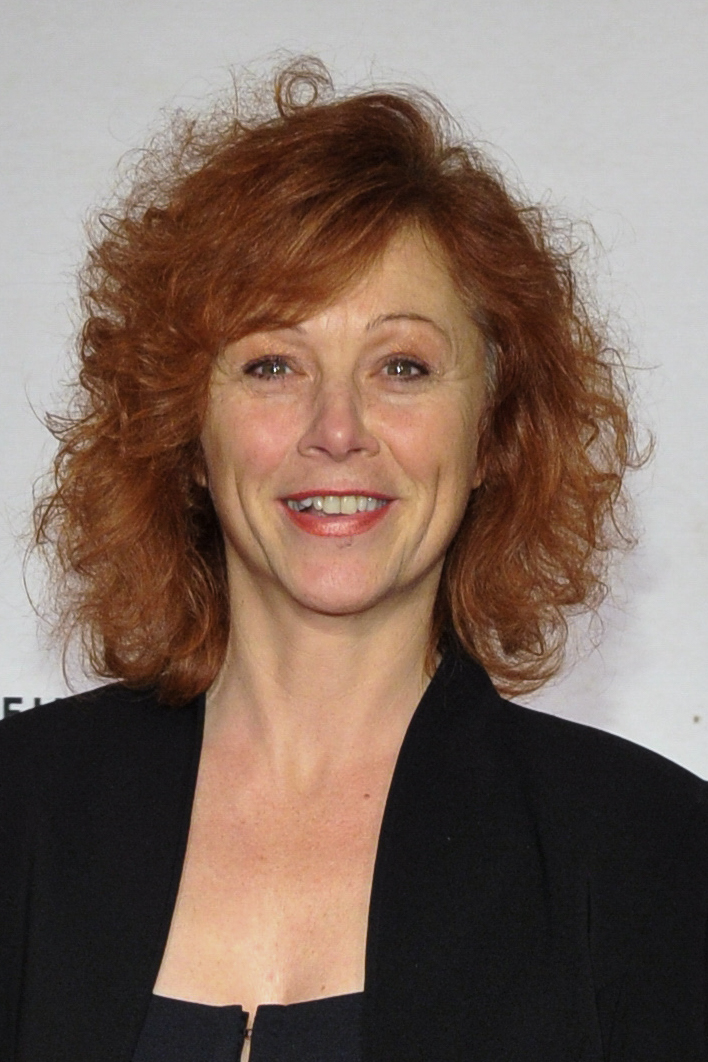
Heike Trinker (* 1961)

- Trinkewitz, Karel (1931–2014), tschechischer Künstler
- Trinkl, Edmund (1891–1976), deutscher Gestapomitarbeiter
- Trinkl, Hannes (* 1968), österreichischer Skirennläufer
- Trinkl, Johann (1910–1990), österreichischer Landwirt, Weinbauer und Politiker
- Trinkl, Josef (1895–1970), österreichischer Politiker (ÖVP), burgenländischer Landtagsabgeordneter
- Trinkl, Josef (1951–2004), österreichischer Politiker (ÖVP)
- Trinkl, Mario (* 1979), österreichischer Politiker (SPÖ)
- Trinkle, Elbert Lee (1876–1939), US-amerikanischer Politiker
- Trinklein, Gert (1949–2017), deutscher Fußballspieler
- Trinkler, Emil (1896–1931), deutscher Geograph und Asienforscher
- Trinkler, Gustav Wassiljewitsch (1876–1957), russischer Physiker und Hochschullehrer
- Trinkler, Reinhard (* 1987), österreichischer Maler, Comiczeichner, Illustrator
- Trinkler, Richard (* 1950), Schweizer Radrennfahrer
- Trinkner, Reinhold (1930–1997), deutscher Rechtswissenschaftler
- Trinko, Michael (* 1981), österreichischer Politiker (SPÖ), Landtagsabgeordneter
- Trinks, Adrian (* 1993), deutscher E-Sportler
- Trinks, Benjamin (* 1990), deutscher SchauspielerBenjamin Trinks (* 1990)

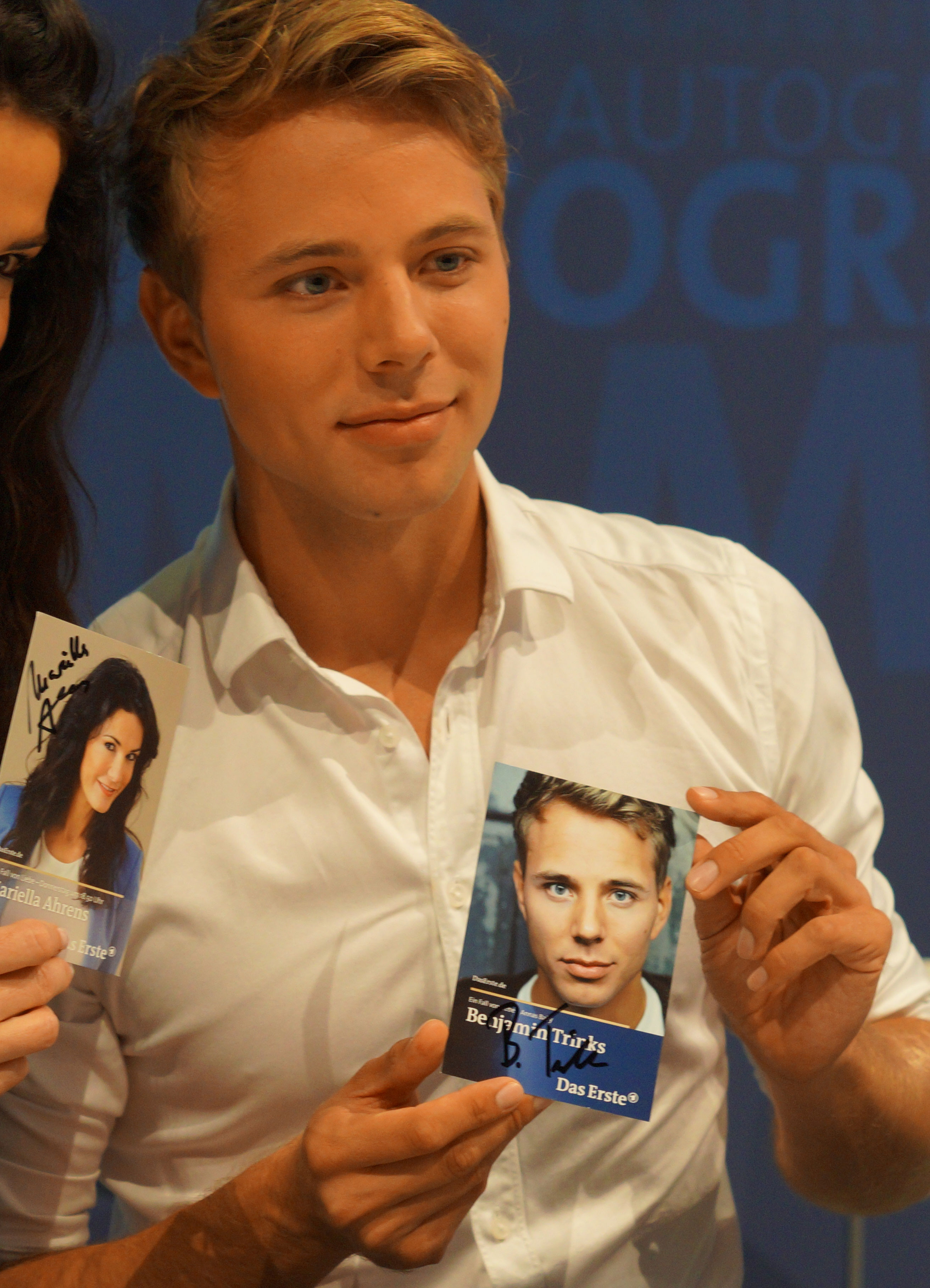
Benjamin Trinks (* 1990)

- Trinks, Christoph (* 1988), deutscher Handballspieler
- Trinks, Constantin (* 1975), deutscher Dirigent
- Trinks, Florian (* 1992), deutscher Fußballspieler
- Trinks, Franz (1852–1931), Erfinder der ersten schreibenden Rechenmaschine
- Trinks, Friedrich (1844–1930), deutscher Richter und Staatsminister in Sachsen-Meiningen
- Trinks, Gustav (1871–1967), deutscher Kaufmann und Fotograf
- Trinks, Hauke (1943–2016), deutscher Physiker und Hochschullehrer
- Trinks, Jolina Amely (* 2009), deutsche Schauspielerin und Kinderdarstellerin
- Trinks, Karl (1891–1981), deutscher Pädagoge
- Trinks, Kurt (1882–1958), deutscher Jurist
- Trinks, Oskar (1873–1952), deutscher Politiker (SPD)
- Trinks, Rudolf (1919–2009), deutscher Generalmajor der VP
- Trinks, Timmi (* 1994), deutscher Schauspieler
- Trinks, Ulrich (1930–2008), österreichischer Historiker und Publizist
- Trinkūnas, Dainius (1931–1996), litauischer Pianist und Politiker
- Trinkūnas, Jonas (1939–2014), Gründer von Litauens heidnischer Wiederbelebung Romuva
- Trinkwalder, Sina (* 1978), deutsche Unternehmerin
- Trinne, Willi (1884–1973), deutscher Politiker (FDP)
- Trinneer, Connor (* 1969), US-amerikanischer SchauspielerConnor Trinneer (* 1969)

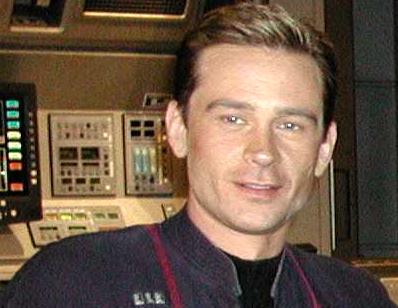
Connor Trinneer (* 1969)

- Trinowitz, Heinrich (1879–1929), deutscher Gewerkschafter und Politiker (SPD)
- Trinquesse, Louis-Roland (1746–1799), französischer Maler und Zeichner
- Trinquet, Pascale (* 1958), französische Florettfechterin
- Trinquet, Véronique (* 1956), französische Florettfechterin
- Trinquier, Angélique (* 1991), monegassische Schwimmerin
- Trinquier, Anne-Marie (1901–1996), französische Politikerin
- Trinquier, Roger (1908–1986), französischer Offizier
- Trint, Peter (* 1929), deutscher Architekt
- Trint, Ursula (* 1931), deutsche Architektin
- Trintignant, Jean-Louis (1930–2022), französischer SchauspielerJean-Louis Trintignant (1930–2022)

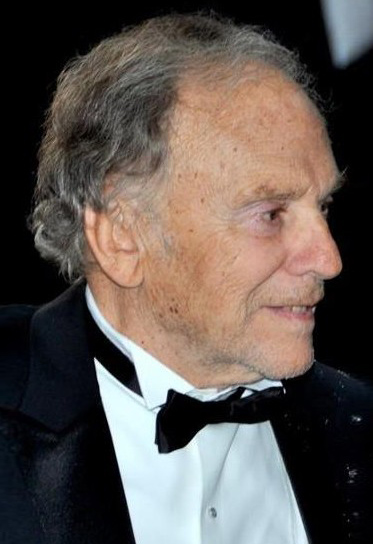
Jean-Louis Trintignant (1930–2022)

- Trintignant, Marie (1962–2003), französische Schauspielerin
- Trintignant, Maurice (1917–2005), französischer Autorennfahrer
- Trintignant, Nadine (* 1934), französische Filmemacherin und Autorin
- Trintscher, Anna (* 2001), ukrainische Sängerin
- Trintzius, René (1898–1953), französischer Jurist und Schriftsteller

### Trio
- Trio, Antonino (* 1993), italienischer Leichtathlet
- Triola, Anne (1920–2012), US-amerikanische Schauspielerin und Sängerin
- Triolet, Elsa (1896–1970), französische Schriftstellerin
- Trionfetti, Bernardino (1803–1884), italienischer Ordensgeistlicher, Generalminister der Franziskaner, Bischof von Terracina-Priverno-Sezze, Titularbischof von Capharnaum

### Trip
- Trip van Berckenrode, Jan (1664–1732), Bürgermeister von Amsterdam
- Trip, Boy (1921–1990), niederländischer Wirtschaftsmanager und Politiker (KVP, PPR)
- Trip, Dirck (1691–1748), Bürgermeister von Amsterdam
- Trip, Josef Lambert (1819–1878), Offizier, Bürgermeister, Reichstagsabgeordneter
- Trip, Julius (1857–1907), deutscher Gartenarchitekt
- Trip, Rob (* 1960), niederländischer Radio-/Fernsehjournalist und Nachrichtensprecher
- Tripalo, Miko (1926–1995), kroatischer und jugoslawischer Politiker
- Tripathi, Anupam (* 1988), indischer SchauspielerAnupam Tripathi (* 1988)

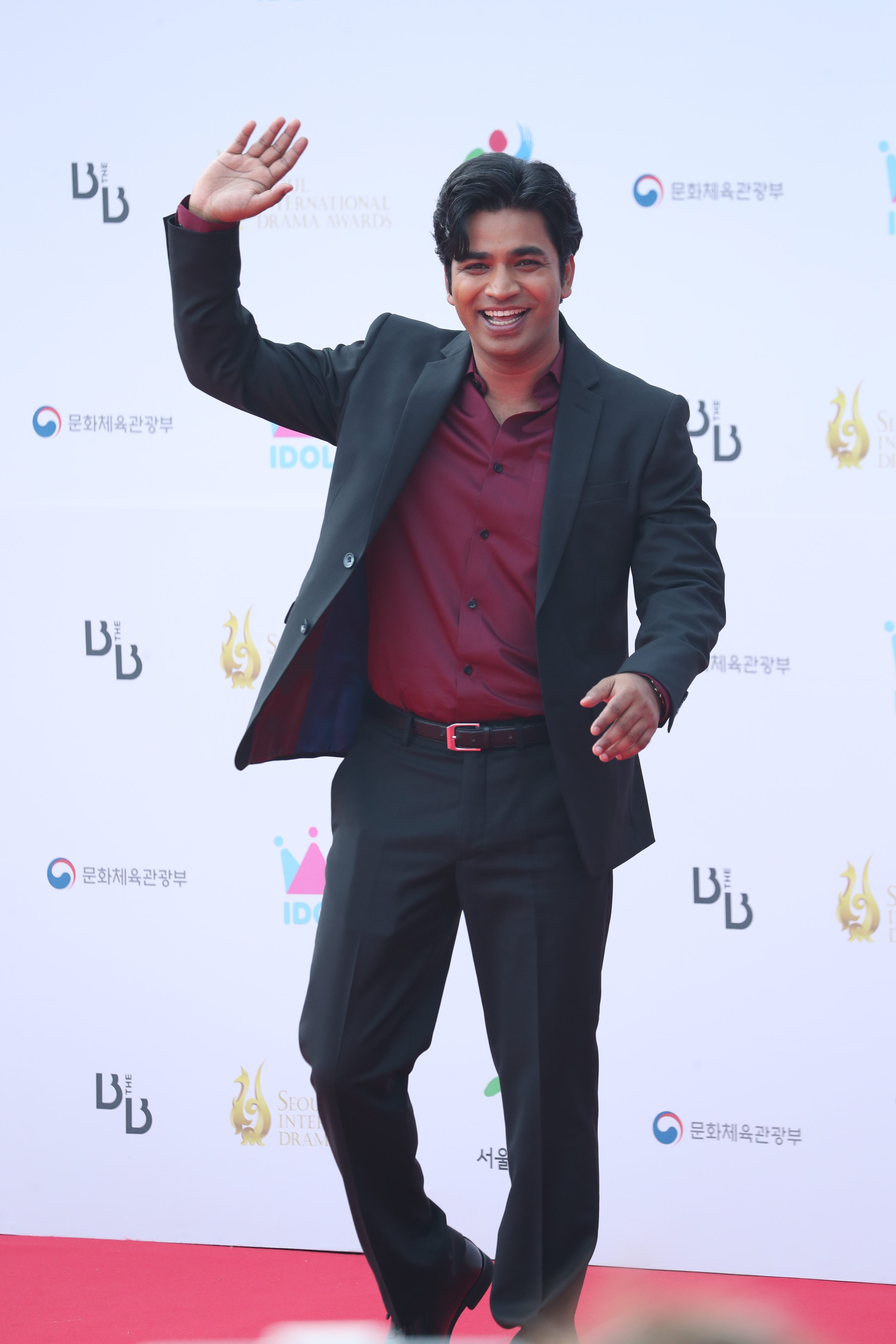
Anupam Tripathi (* 1988)

- Tripathi, Divyanka (* 1984), indische Schauspielerin
- Tripathi, Kamalapati (1905–1990), indischer Politiker, Rajya Sabha- und Lok Sabha-Mitglied, Unionsminister, Chief Minister von Uttar Pradesh
- Tripathi, Keshari Nath (1934–2023), indischer Politiker
- Tripathy, Byomkesh (1929–1997), indischer Theater- und Filmregisseur, sowie Bühnenautor, Produzent und Schauspieler des Oriya-Films
- Tripbacher, Manfred (* 1957), deutscher Fußballspieler
- Tripe, Linnaeus (1822–1902), britischer Soldat und Fotograf
- Tripe, Mary Elizabeth (1870–1939), neuseeländische Porträtmalerin
- Tripeloury, Felix (1887–1945), deutscher Jurist, Diplomat und Staatsbeamter
- Tripepi, Luigi (1836–1906), italienischer Geistlicher und Kurienkardinal der römisch-katholischen Kirche
- Tripet, Gilles (* 1992), Schweizer Badmintonspieler
- Triphiodoros, griechischer Dichter
- Tripić, Zlatko (* 1992), norwegischer Fußballspieler
- Tripier, Jeanne (1869–1944), Künstlerin der Art brut
- Tripisciano, Michele (1860–1913), italienischer Bildhauer
- Tripković, Uroš (* 1986), serbischer Basketballspieler
- Triple H (* 1969), US-amerikanischer WrestlerTriple H (* 1969)

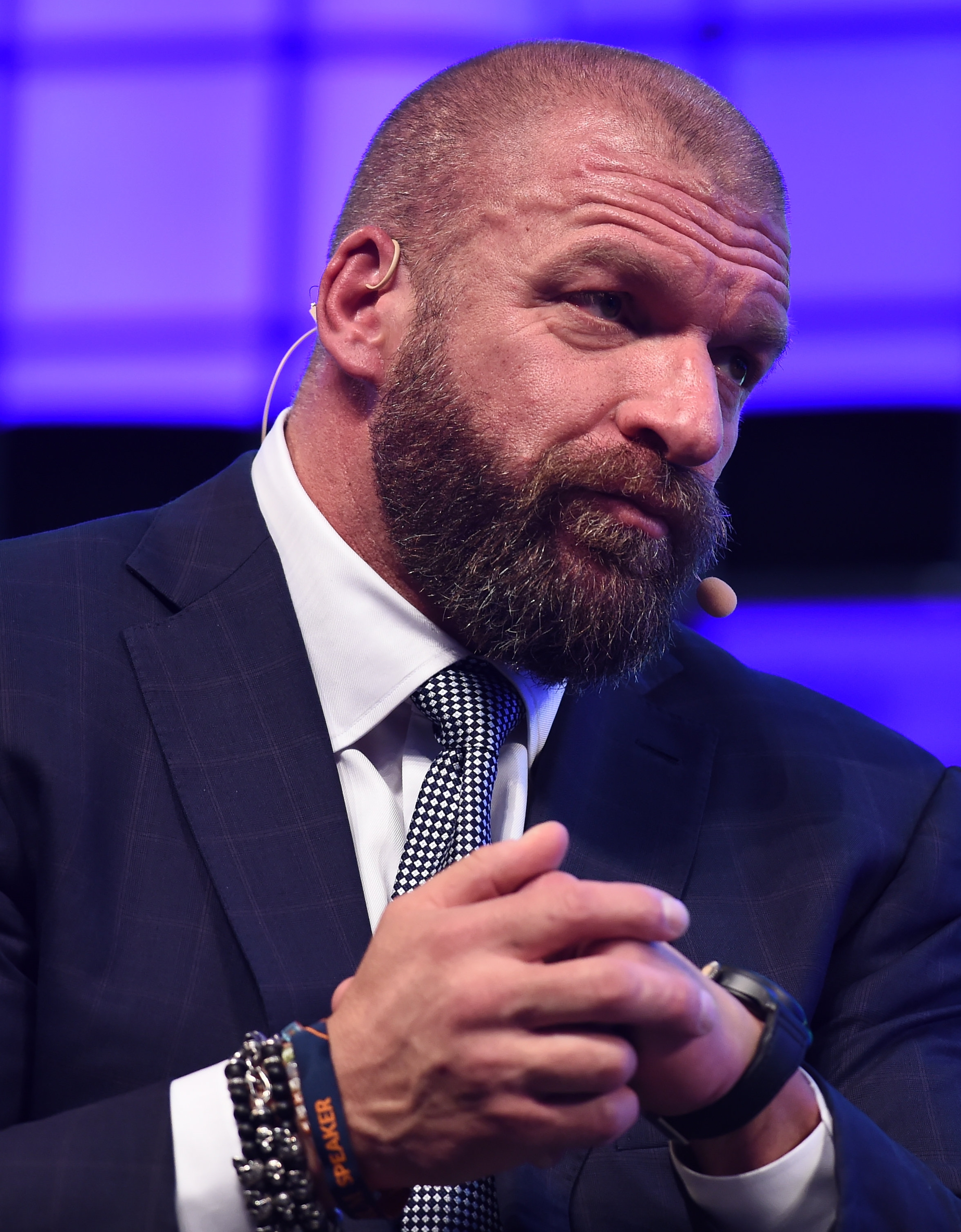
Triple H (* 1969)

- Triplett, Donald (1933–2023), US-amerikanischer Autist und Persönlichkeit der Medizingeschichte
- Triplett, George Washington (1809–1894), US-amerikanischer Jurist, Politiker und Offizier
- Triplett, Jaidyn (* 2010), US-amerikanische Schauspielerin
- Triplett, Mel (1930–2002), US-amerikanischer American-Football-Spieler
- Triplett, Norman (1861–1934), US-amerikanischer Psychologe
- Triplett, Philip (1799–1852), US-amerikanischer Politiker
- Triplette, Jeff (* 1951), US-amerikanischer Schiedsrichter im American Football
- Tripmacker, Heino D. (1931–1985), südafrikanischer Architektur- und Landschaftsmaler
- Tripodi, Mariano (* 1987), argentinischer Fußballspieler
- Tripolsky, Eugen (* 1962), deutscher Schachschiedsrichter und -spieler
- Tripolt, Markus (* 1965), österreichischer Maler, Aktionskünstler, Erwachsenenbildner und Musiker
- Tripolt, Niklas (* 1964), österreichischer Referent und Autor
- Triponez, Pierre (* 1943), Schweizer Politiker
- Tripp Eisen (* 1965), US-amerikanischer Metal-GitarristTripp Eisen (* 1965)

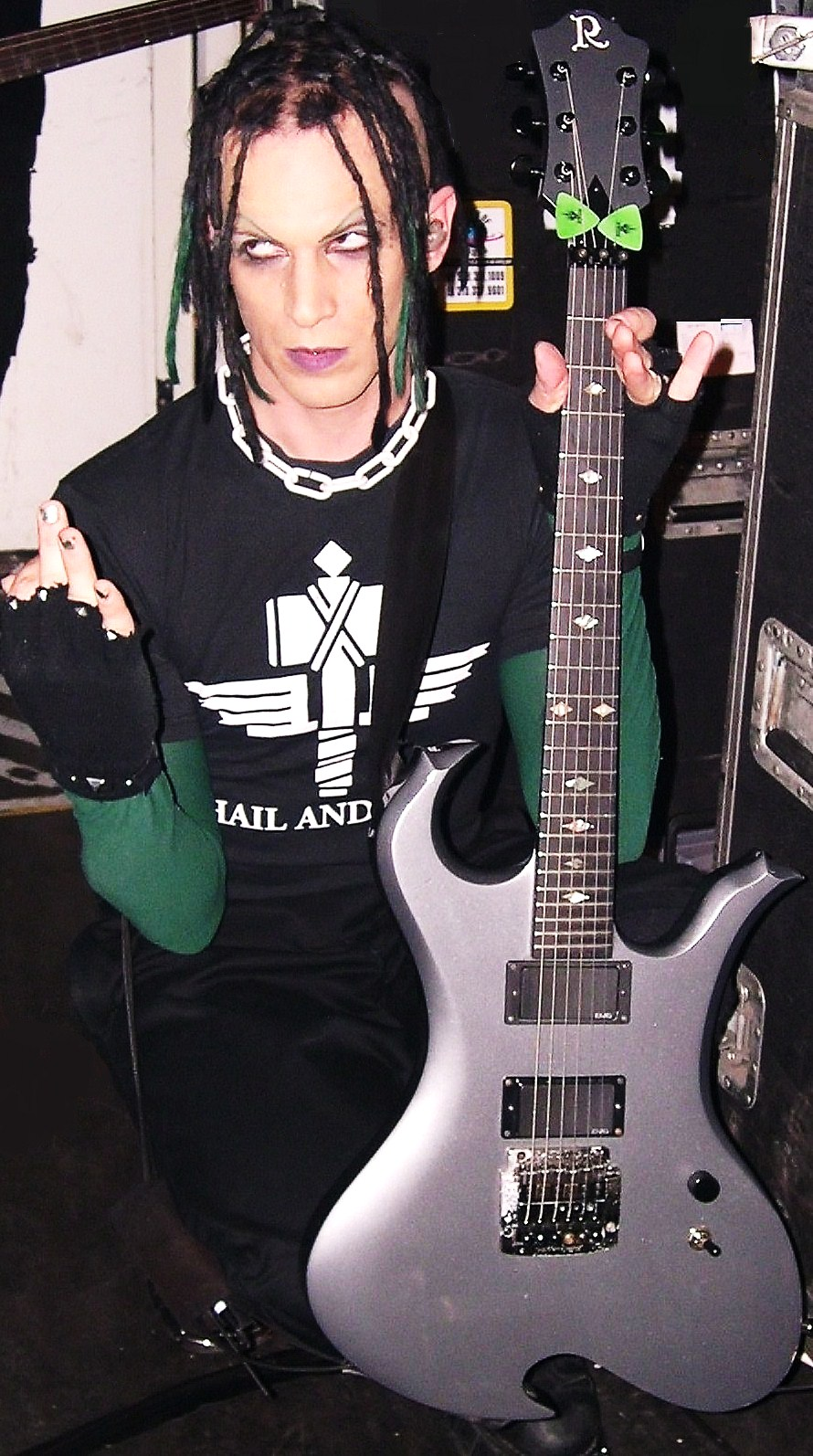
Tripp Eisen (* 1965)

- Tripp, Aili Mari (* 1958), US-amerikanische und finnische Soziologin
- Tripp, Anton (1911–1991), deutscher Fotograf und Publizist
- Tripp, Art (* 1944), US-amerikanischer Schlagzeuger
- Tripp, Ben (* 1966), US-amerikanischer Autor, Künstler und Freizeitpark-Designer
- Tripp, Carl (1800–1871), nassauischer Politiker
- Tripp, Dawn Clifton (* 1969), US-amerikanische Schriftstellerin
- Tripp, Ella (* 1976), englische Badmintonspielerin
- Tripp, Franz Josef (1915–1978), deutscher Zeichner und Kinderbuchillustrator
- Tripp, Georg (* 1941), deutscher Fußballspieler und -trainer
- Tripp, Howard George (1927–2022), britischer römisch-katholischer Geistlicher, Weihbischof in Southwark
- Tripp, Jan Peter (* 1945), deutscher Maler und Grafiker
- Tripp, Jean-Louis (* 1958), französischer Comiczeichner
- Tripp, Johannes (* 1835), deutscher Gutsbesitzer und Mitglied des Preußischen Abgeordnetenhauses
- Tripp, John (* 1977), deutsch-kanadischer Eishockeyspieler und -trainer
- Tripp, June (1901–1985), britische Schauspielerin
- Tripp, Karl (1900–1973), deutscher Paläontologe
- Tripp, Karl August (* 1944), deutscher Fußballspieler
- Tripp, Linda (1949–2020), US-amerikanische Staatsdienerin
- Tripp, Paul (1911–2002), US-amerikanischer Schauspieler und Sprecher
- Tripp, Thomas (* 1978), deutsch-amerikanischer Basketballspieler
- Tripp, Wilhelm (1835–1916), deutscher Geistlicher, Stadtpfarrer und Domkapitular in Limburg
- Tripp, Willi (1896–1975), deutscher Maler
- Tripp, Wolfgang (* 1972), österreichischer Fußballspieler
- Trippa, Umberto (1931–2015), italienischer Ringer
- Trippas, Edward (* 1998), australischer Hindernisläufer
- Trippault, Léon (* 1538), französischer Historiker, Gräzist und Romanist
- Trippe, Heinrich (1915–1972), deutscher Leichtathlet
- Trippe, Juan (1899–1981), US-amerikanischer Unternehmer, Gründer der Fluggesellschaft Pan AmJuan Trippe (1899–1981)

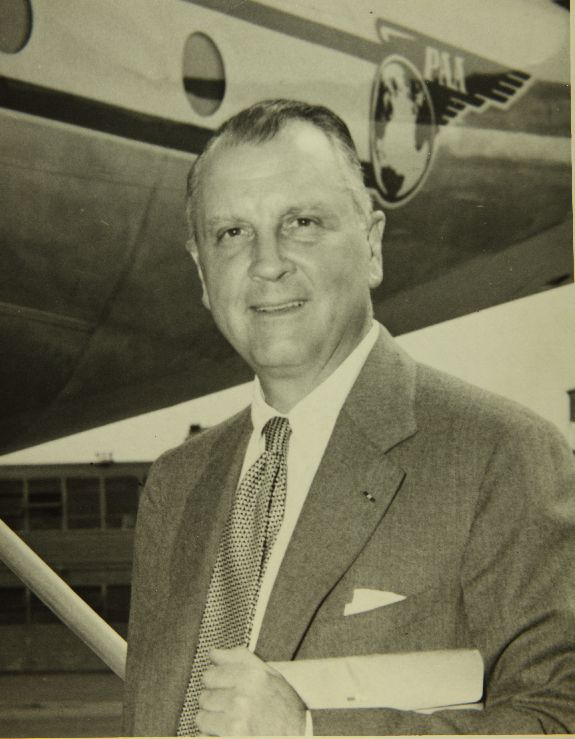
Juan Trippe (1899–1981)

- Trippe, Robert Pleasant (1819–1900), US-amerikanischer Politiker
- Trippel, Albert Ludwig (1813–1854), deutscher Landschafts-, Marine- und Architekturmaler
- Trippel, Alexander (1744–1793), Schweizer Bildhauer
- Trippel, Claudia (* 1976), deutsche Hochschullehrerin
- Trippel, Eduard (* 1997), deutscher Judoka
- Trippel, Erwin (1906–1979), deutscher Verwaltungsjurist und Landrat
- Trippel, Fritz (1937–2010), Schweizer Jazzmusiker
- Trippel, Hans (1908–2001), deutscher Autokonstrukteur
- Trippel, Karla (* 1964), deutsche Schauspielerin
- Trippel, Katja (* 1973), deutsche Journalistin und Autorin
- Trippel, Otto (1891–1954), deutscher Kameramann, Regisseur, Filmeditor, Drehbuchautor und Filmproduzent
- Trippen, Norbert (1936–2017), deutscher katholischer Geistlicher, Kirchenhistoriker und Autor
- Trippen, Peter Paul (1880–1948), deutscher Lehrer und Heimatforscher
- Trippi, Charley (1921–2022), US-amerikanischer American-Football-Spieler und -Trainer
- Trippi, Joe (* 1956), US-amerikanischer Politikberater
- Trippie Redd (* 1999), US-amerikanischer Rapper und Sänger
- Trippier, Kieran (* 1990), englischer Fußballspieler
- Tripplehorn, Jeanne (* 1963), US-amerikanische SchauspielerinJeanne Tripplehorn (* 1963)

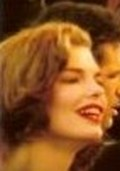
Jeanne Tripplehorn (* 1963)

- Trippler, Wilhelm (1897–1974), deutscher Politiker (NSDAP), MdR
- Trippolt, Hans (1919–2012), österreichischer Maler
- Trippolt, Josef Junior (* 1973), österreichischer Koch
- Trippolt, Josef senior (1948–2017), österreichischer Koch
- Trippolt-Maderbacher, Silvia (* 1977), österreichische Autorin, Journalistin und Gastronomin
- Tripps, Manfred (1925–2010), deutscher Kunsthistoriker
- Tripps, Walther (1910–2005), deutscher Leichtathlet
- Trips, Franz Xaver (1630–1696), deutscher Pfarrer, Bibliothekar und Historiker
- Tripșa, Ion (1934–2001), rumänischer Sportschütze
- Triptolemos-Maler, griechischer Vasenmaler
- Tripucka, Kelly (* 1959), US-amerikanischer Basketballspieler

### Triq
- Triquerie, Jean-Baptiste (1737–1794), französischer Priester, Seliger der römisch-katholischen Kirche
- Triquet, Alexandre (1860–1915), Schweizer Typograf und Politiker
- Triqueti, Henri de (1804–1874), französischer Maler und Bildhauer
- Triqui, Brahim (* 1968), deutsch-marokkanischer Taekwondoin und Trainer

### Tris
- Triscari, Ray (1923–1996), US-amerikanischer Studio- und Jazzmusiker
- Trisch, Inge (1934–2023), deutsche Fernsehautorin und Redakteurin für das Kinderfernsehen der DDR
- Trisch, Ronald (* 1929), deutscher Kulturwissenschaftler und Filmfest-Direktor
- Trischak, Reinhard (* 1963), österreichischer Militär
- Trischan, Michael (* 1961), deutscher Schauspieler
- Trischberger, Balthasar (1721–1777), deutscher Baumeister des Barock
- Trischberger, Cäcilia (1858–1913), Benediktinerin und Äbtissin des Klosters Frauenchiemsee (1911–1913)
- Trischler, Caro (* 1995), deutsche Jazz- und Soulmusikerin
- Trischler, Helmuth (* 1958), deutscher Technikhistoriker
- Trischler, Josef (1903–1975), deutscher Politiker (FDP), MdB
- Trisconi, François (* 1948), Schweizer Autorennfahrer
- Triscsuk, Krisztina (* 1985), russisch-ungarische Handballspielerin
- Trishes, österreichischer Musiker
- Triska, Helmut (1912–1973), österreichischer Diplomat und NS-Funktionär
- Tříska, Jan (1936–2017), US-amerikanisch-tschechischer Schauspieler
- Trisko, Veronika (* 1981), österreichische Konzertpianistin
- Trismosin, Salomon, Alchemist
- Trišović, Aleksandar (* 1983), serbischer Fußballspieler
- Trissenaar, Elisabeth (1944–2024), österreichische SchauspielerinElisabeth Trissenaar (1944–2024)

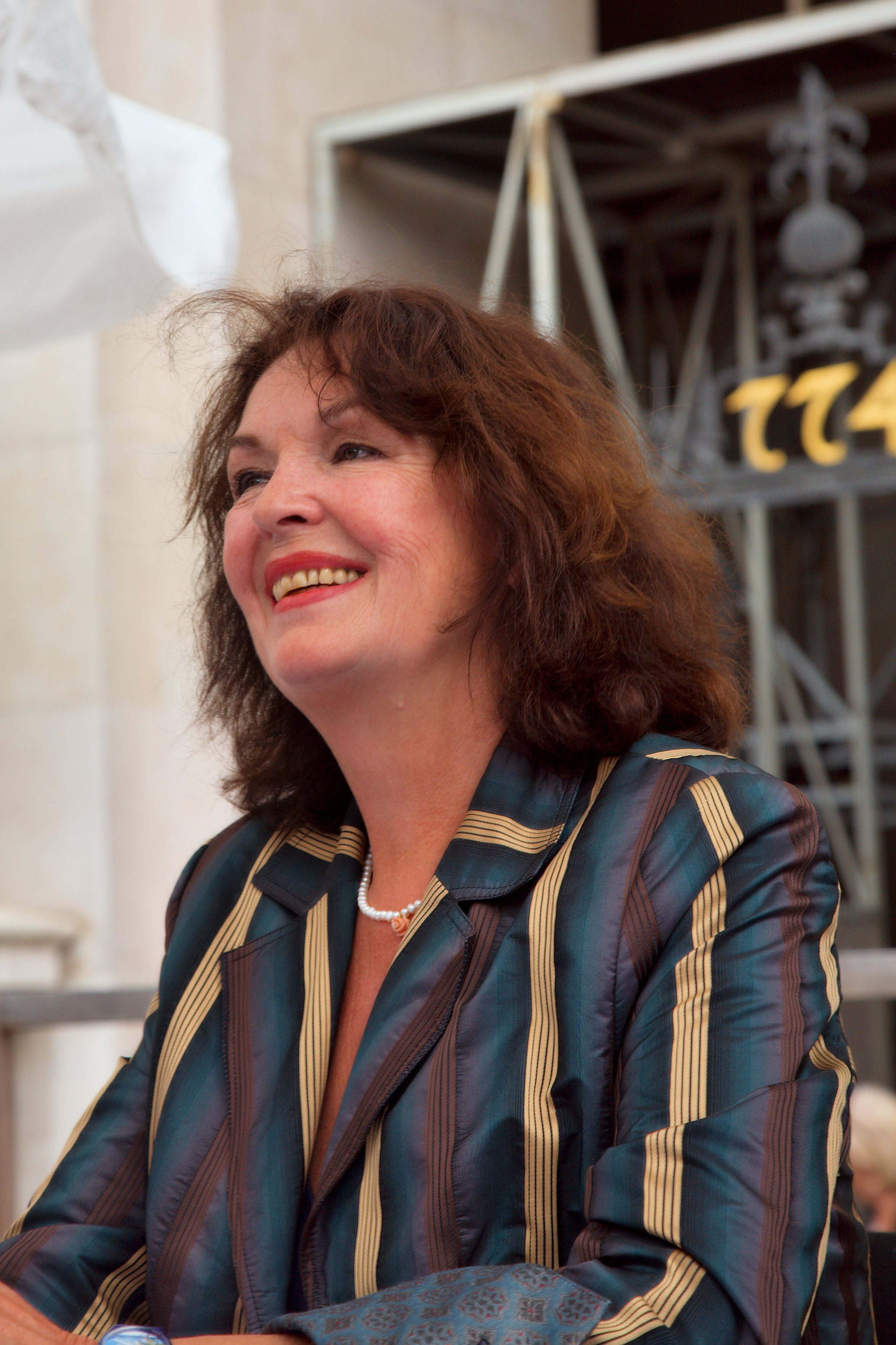
Elisabeth Trissenaar (1944–2024)

- Trissino, Gian Giorgio (1478–1550), italienischer Dichter und Sprachforscher
- Trissino, Gian Giorgio (1877–1963), italienischer Reiter und erster italienischer Olympiasieger
- Trist, Eric Lansdown (1909–1993), britischer Sozialpsychologe
- Trist, Nicholas (1800–1874), US-amerikanischer Diplomat
- Tristan († 1395), französischer Adliger
- Tristan de Moneins († 1548), französischer Adeliger und Militär
- Tristán, Diego (* 1976), spanischer Fußballspieler
- Tristan, Dorothy (1934–2023), US-amerikanische Schauspielerin und Drehbuchautorin
- Tristan, Flora (1803–1844), französische Schriftstellerin, Sozialistin und FrauenrechtlerinFlora Tristan (1803–1844)

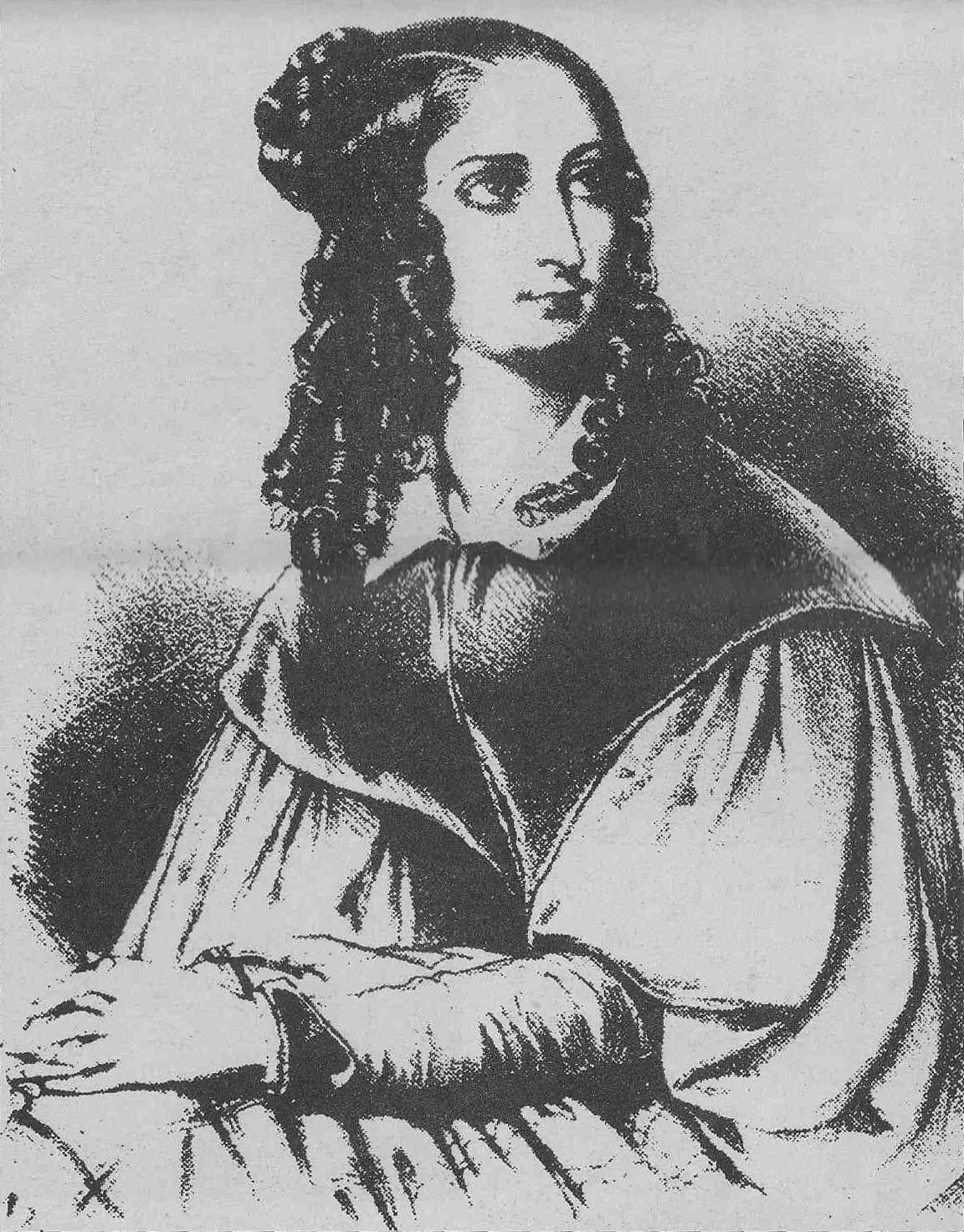
Flora Tristan (1803–1844)

- Tristan, Frédérick (1931–2022), französischer Schriftsteller
- Tristán, Luis († 1624), spanischer Maler
- Tristán, Pío de (1773–1860), Offizier und Politiker
- Tristano, Bud (* 1959), amerikanischer Improvisationsmusiker (Gitarre)
- Tristano, Carol, amerikanische Jazz- und Improvisationsmusikerin (Schlagzeug)
- Tristano, Francesco (* 1981), luxemburgischer Pianist und Komponist
- Tristano, Lennie (1919–1978), US-amerikanischer Jazzmusiker (Pianist, Komponist, Lehrer)
- Tristant, Denis (* 1964), französischer Handballspieler und -trainer
- Tristany, Rogelio Rafael (* 1910), argentinischer Diplomat
- Tristão, Nuno († 1446), portugiesischer Seefahrer und Entdecker
- Triste, Buly da Conceição (* 1991), são-toméischer Kanute
- Tristen (* 1982), US-amerikanische Singer-Songwriterin
- Tristram, Henry Baker (1822–1906), englischer Geistlicher, Bibelgelehrter, Reisender und Ornithologe
- Tristram, Hildegard L. C. (1941–2020), deutsche Anglistin, Keltologin und Hochschullehrerin

### Trit
- Tritantaichmes, persischer Feldherr und Satrap
- Tritantaichmes († 521 v. Chr.), medischer Rebellenkönig
- Trithemius, Johannes (1462–1516), Abt im Kloster Sponheim, vielseitiger Gelehrter und HumanistJohannes Trithemius (1462–1516)

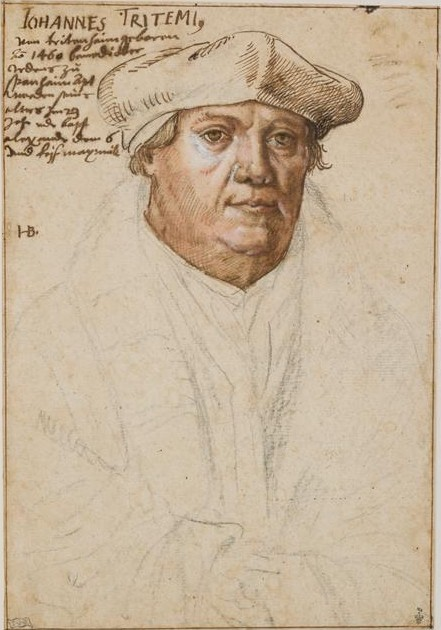
Johannes Trithemius (1462–1516)

- Tritle, Frederick Augustus (1833–1906), US-amerikanischer Politiker
- Tritle, Stewart (1871–1947), US-amerikanischer Tennisspieler
- Tritonius, Petrus (1465–1525), Komponist der Renaissance
- Tritsch, Walther (1892–1961), österreichischer Schriftsteller und Historiker
- Tritscheler, Alfred (1870–1935), deutscher Jurist und Landrat
- Tritscheller, Paul (1822–1892), deutscher Fabrikant und Politiker (NLP), MdR
- Tritscher, Bernhard (* 1988), österreichischer Skilangläufer
- Tritscher, Lisa-Lena (* 1988), österreichische Schauspielerin und Model
- Tritscher, Michael (* 1965), österreichischer Skirennläufer
- Tritscher, Reinhard (1946–2018), österreichischer Skirennläufer
- Tritschkow, Wladimir (1899–1944), bulgarischer Partisan
- Tritschler, Alexander von (1828–1907), deutscher Architekt und Hochschullehrer
- Tritschler, Alfred (1905–1970), deutscher Fotograf
- Tritschler, David (* 2003), deutscher Fußballspieler
- Tritschler, Karl-Heinz (* 1949), deutscher Fußballschiedsrichter
- Tritschler, Sven (* 1981), deutscher Politiker (AfD)Sven Tritschler (* 1981)

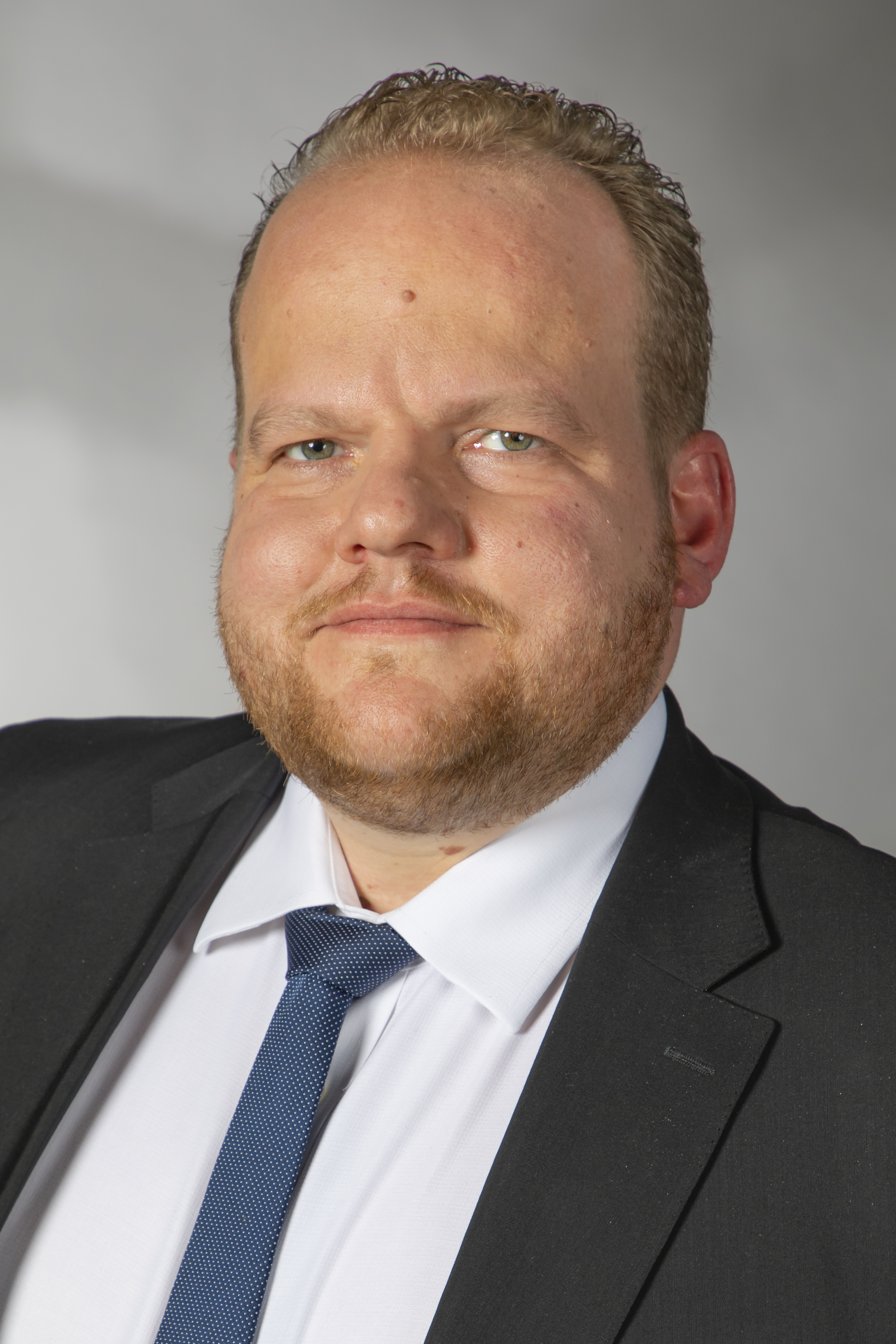
Sven Tritschler (* 1981)

- Tritschoks, Hans-Jürgen (* 1955), deutscher Fußballtrainer und Sportmediziner
- Tritsis, Antonis (1937–1992), griechischer Architekt und Städteplaner
- Tritt von Wilderen, Johann Anton (1586–1639), Weihbischof in Konstanz
- Tritt, Travis (* 1963), US-amerikanischer Country-Sänger
- Tritt, William (1951–1992), kanadischer Pianist
- Trittel, Florián (* 1994), spanischer Regattasegler
- Trittel, Gustav (1865–1929), deutscher Pädagoge und Politiker (NLP, DDP), MdR
- Trittel, Ottmar (* 1959), deutscher Radrennfahrer
- Trittelvitz, Bernhard (1878–1969), deutscher Arzt und Schriftsteller
- Trittelvitz, Hermann (1909–1970), deutscher Politiker (SPD), MdB, MdL
- Tritten, Gottfried (1923–2015), Schweizer Maler, Zeichner und Kunstpädagoge
- Tritthart, Alexander (* 1969), deutscher Politiker (CSU), Landrat des Landkreises Erlangen-Höchstadt
- Trittin, Jürgen (* 1954), deutscher Politiker (Bündnis 90/Die Grünen), MdL, MdB, BundesministerJürgen Trittin (* 1954)

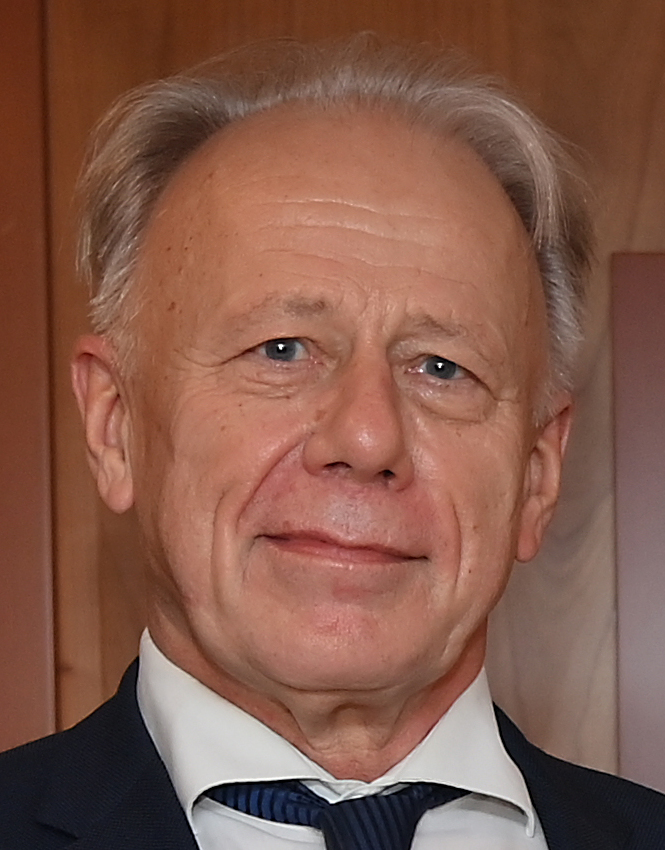
Jürgen Trittin (* 1954)

- Trittinger, Adolf (1899–1971), österreichischer Komponist, Chorleiter, Organist, Hochschullehrer und Rektor des Brucknerkonservatoriums Linz
- Tritto, Domenico (1776–1851), italienischer Komponist
- Tritto, Giacomo (1733–1824), italienischer Komponist und Musiklehrer
- Tritton, Lydia Ellen (1899–1946), australische Journalistin
- Tritton, William (1875–1946), britischer Erfinder und Ingenieur
- Trittschuh, Steve (* 1965), US-amerikanischer Fußballspieler
- Tritz, Josef (1902–1986), deutscher Beamter
- Tritz, Marianne (* 1964), deutsche Politikerin (Bündnis 90/Die Grünen) und Lobbyistin, MdB
- Tritz, Stéphane (* 1987), französischer Fußballspieler
- Tritzschler, Werner (* 1956), deutscher Schauspieler und Regisseur

### Triu
- Triulzi, Alberto (1928–1968), argentinischer Hürdenläufer und Sprinter
- Triulzi, Roberto (* 1965), schweizerisch-italienischer Eishockeyspieler und -funktionär
- Triumfetti, Giovanni Battista (1656–1708), italienischer Arzt und Botaniker

### Triv
- Triva, Antonio Domenico (1626–1699), italienischer Maler
- Triva, Johann Nepomuk von (1755–1827), bayerischer General und Kriegsminister
- Trivas, Victor (1896–1970), russisch-US-amerikanischer Filmregisseur, Drehbuchautor und Szenenbildner
- Trivedi, Aseem (* 1987), indischer Karikaturist und Aktivist
- Trivel, Wilmer, uruguayischer Politiker
- Trivella, Aldo (1921–1978), italienischer Skispringer
- Trivellato, Alex (* 1993), deutsch-italienischer Eishockeyspieler
- Trivellato, Francesca (* 1970), italienische Historikerin, Hochschullehrerin und Buchautorin
- Trivers, Robert (* 1943), US-amerikanischer Biologe
- Trivess, Barry (* 1948), südafrikanischer Radrennfahrer
- Trivić, Jelena (* 1983), bosnisch-serbische Wirtschaftswissenschaftlerin und Politikerin
- Trivick, Henry Houghton (1908–1982), britischer Maler, Lithograf und Autor
- Trivini, Emilio (1938–2022), italienischer Ruderer
- Trivino, Antoine (* 1952), französischer Fußballspieler
- Trivino, Corey (* 1990), kanadischer Eishockeyspieler
- Trivisonno, Marcelo (* 1966), argentinischer Fußballspieler
- Trivizas, Evgenios (* 1946), griechischer Schriftsteller und Professor der Kriminologie
- Trivoulidis, Panagiotis (* 1878), griechischer Tauzieher
- Trivulzio, Agostino († 1548), Kardinal der katholischen Kirche
- Trivulzio, Antonio, italienischer Bischof von Como, Asti und Piacenza
- Trivulzio, Antonio (1514–1559), italienischer Kardinal
- Trivulzio, Antonio Teodoro († 1678), italienischer Adliger, Fürst des HRR
- Trivulzio, Cesare, italienischer und französischer Bischof
- Trivulzio, Ercole Teodoro (1620–1664), Reichsfürst, Principe di Musocco
- Trivulzio, Gian Giacomo (1442–1518), italienischer Condottiere und Marschall von FrankreichGian Giacomo Trivulzio (1442–1518)

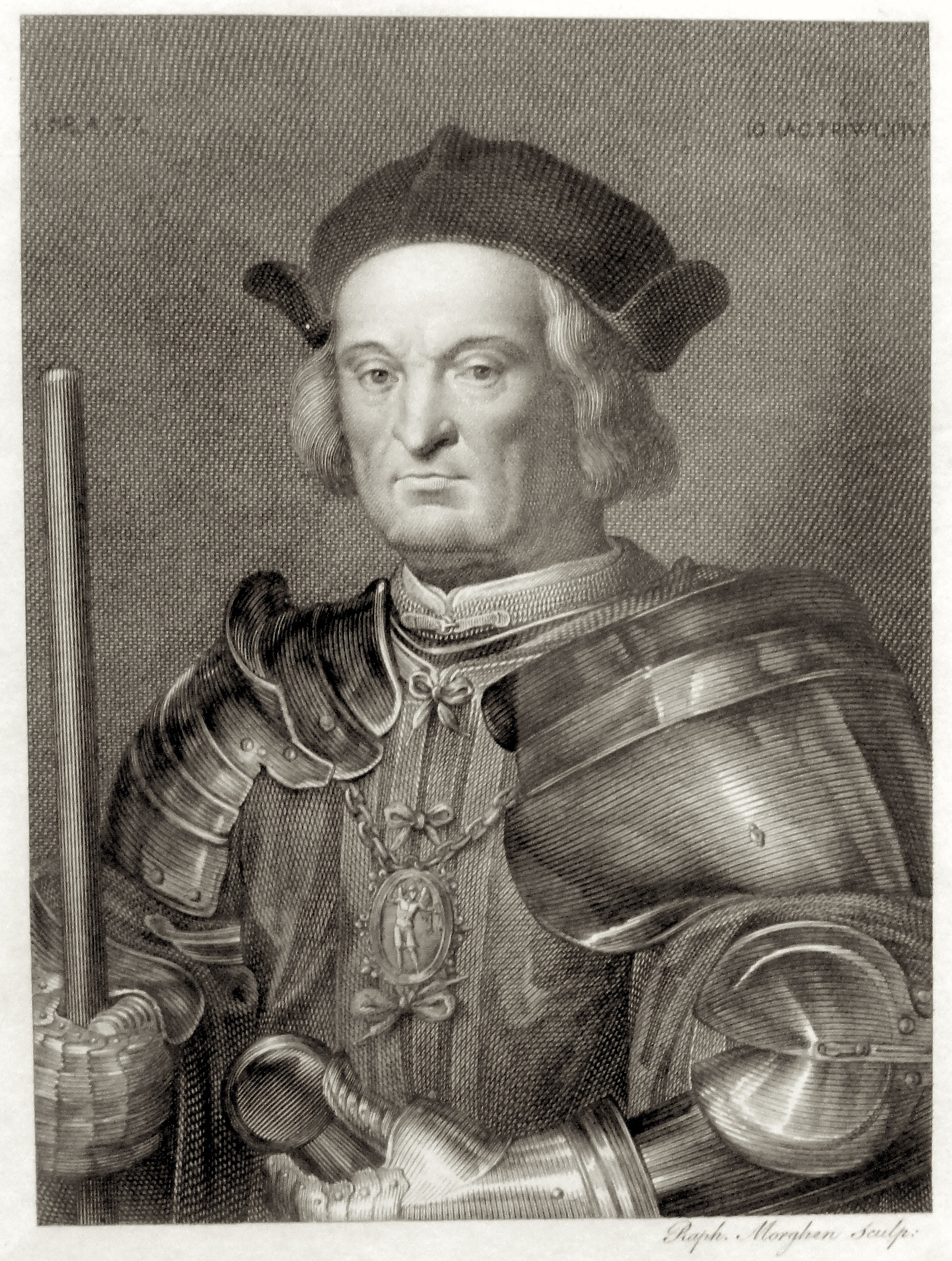
Gian Giacomo Trivulzio (1442–1518)

- Trivulzio, Giangiacomo Teodoro († 1656), italienischer Politiker und Kardinal der Römischen Kirche
- Trivulzio, Giovanni Antonio († 1508), italienischer Kardinal
- Trivulzio, Pomponio, Gouverneur von Lyon
- Trivulzio, Scaramuccia († 1527), italienischer Kardinal der Römischen Kirche
- Trivulzio, Teodoro (1454–1532), italienisch-französischer Heerführer und Marschall von Frankreich
- Trivunić, David (* 2001), deutscher Fußballspieler
- Trivyzas, Panagiotis (* 1987), griechischer Sprinter

### Trix
- Trixini (1933–2015), deutscher Theologe, Puppenspieler und Zauberkünstler
- Trixl, Daniela (* 1974), deutsche Künstlerin
- Trixl-Hellensteiner, Josef (1889–1980), österreichischer Rad- und Schisportler
- Trixner, Heinz (* 1941), österreichischer Schauspieler
- TriXstar (* 1984), deutsch-iranische Reggae-Sängerin

### Triy
- Triyachart, Chayut (* 1989), singapurischer Badmintonspieler
- Triyaningsih (* 1987), indonesische Langstreckenläuferin
- Triyatno (* 1987), indonesischer Gewichtheber

### Triz
- Trizna, Dušan (* 1967), slowakischer Skibergsteiger